# Zandmotor DeltaDuin

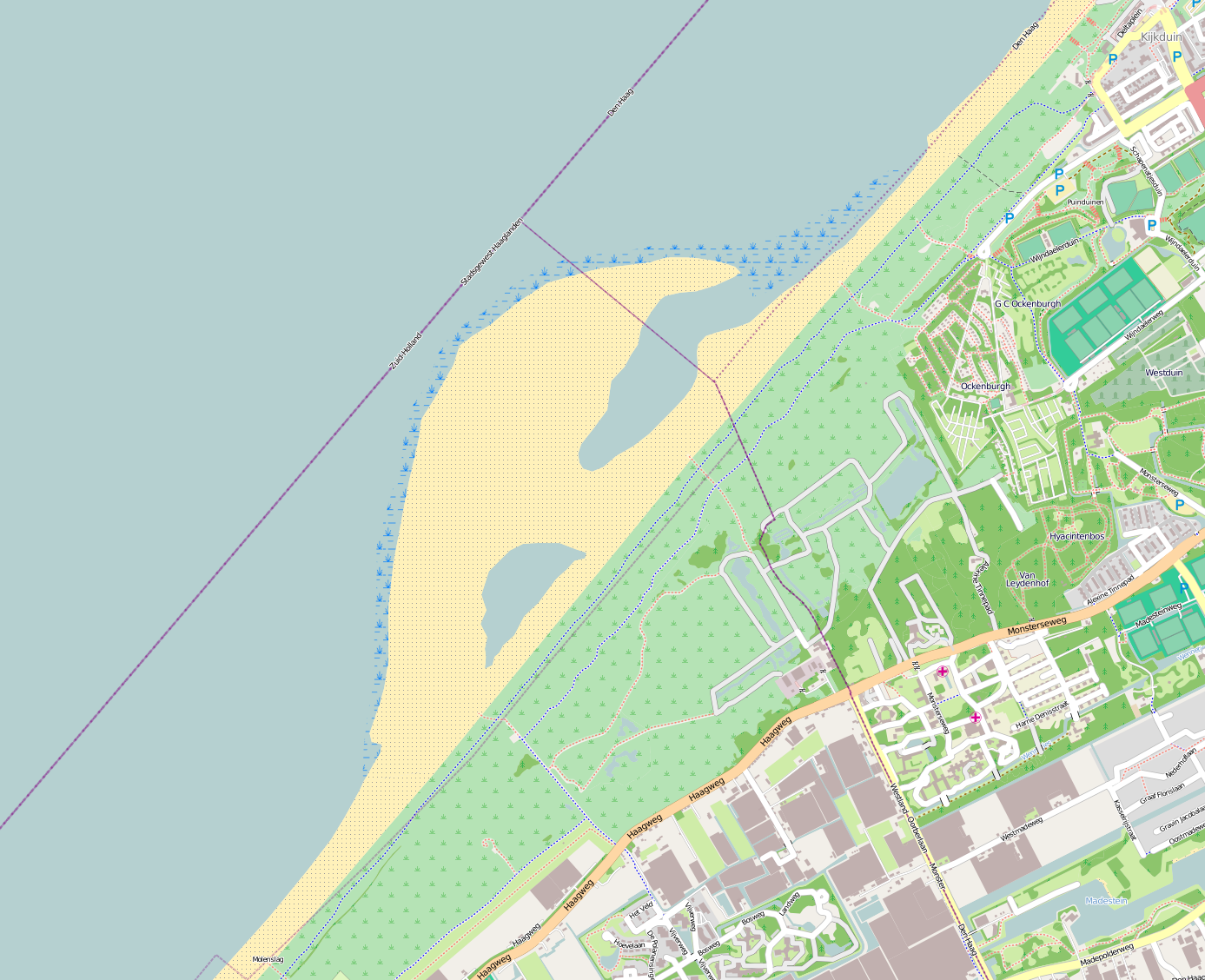
Zandmotor op de kaart (2012)

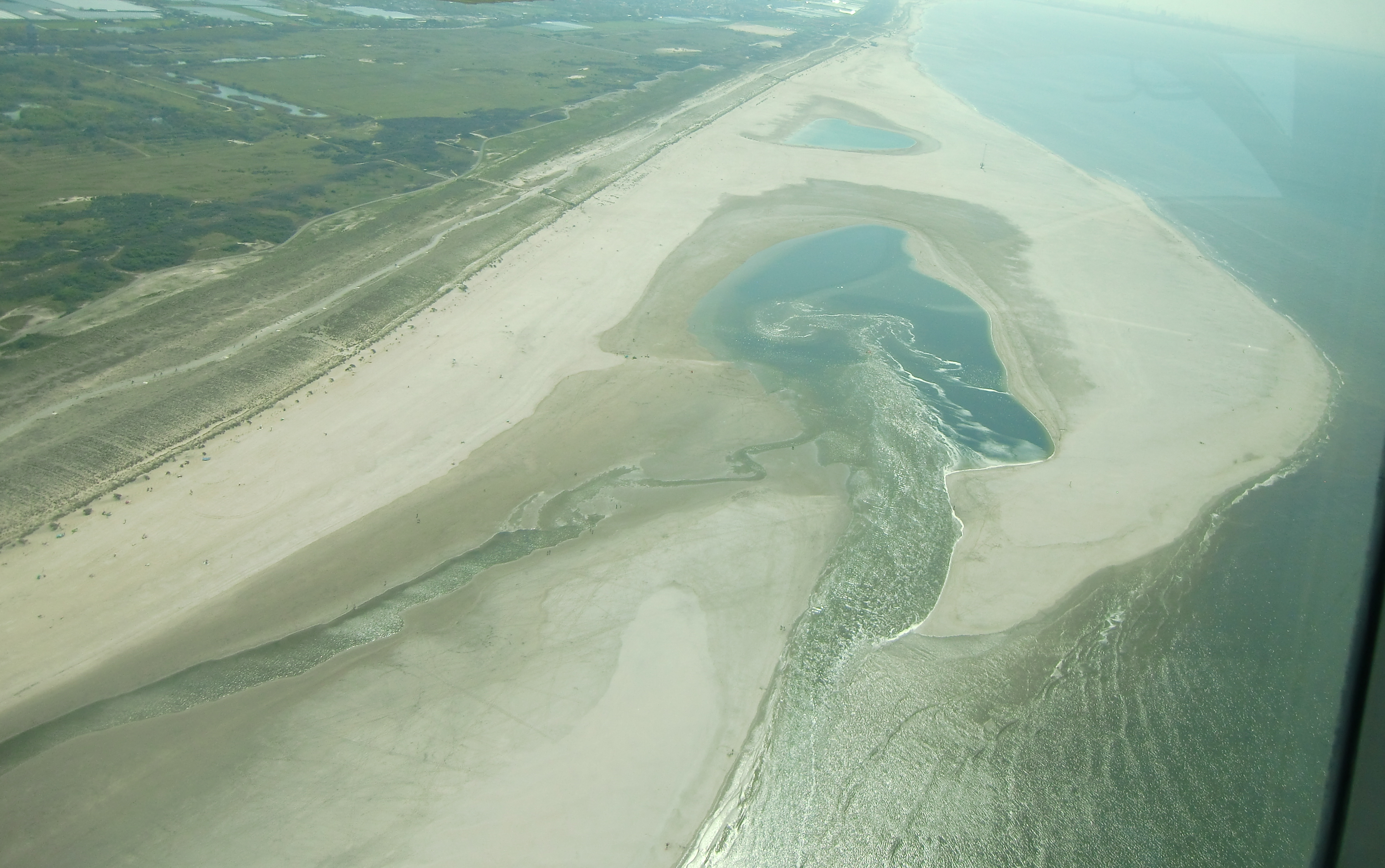
Luchtfoto zandmotor (2016)

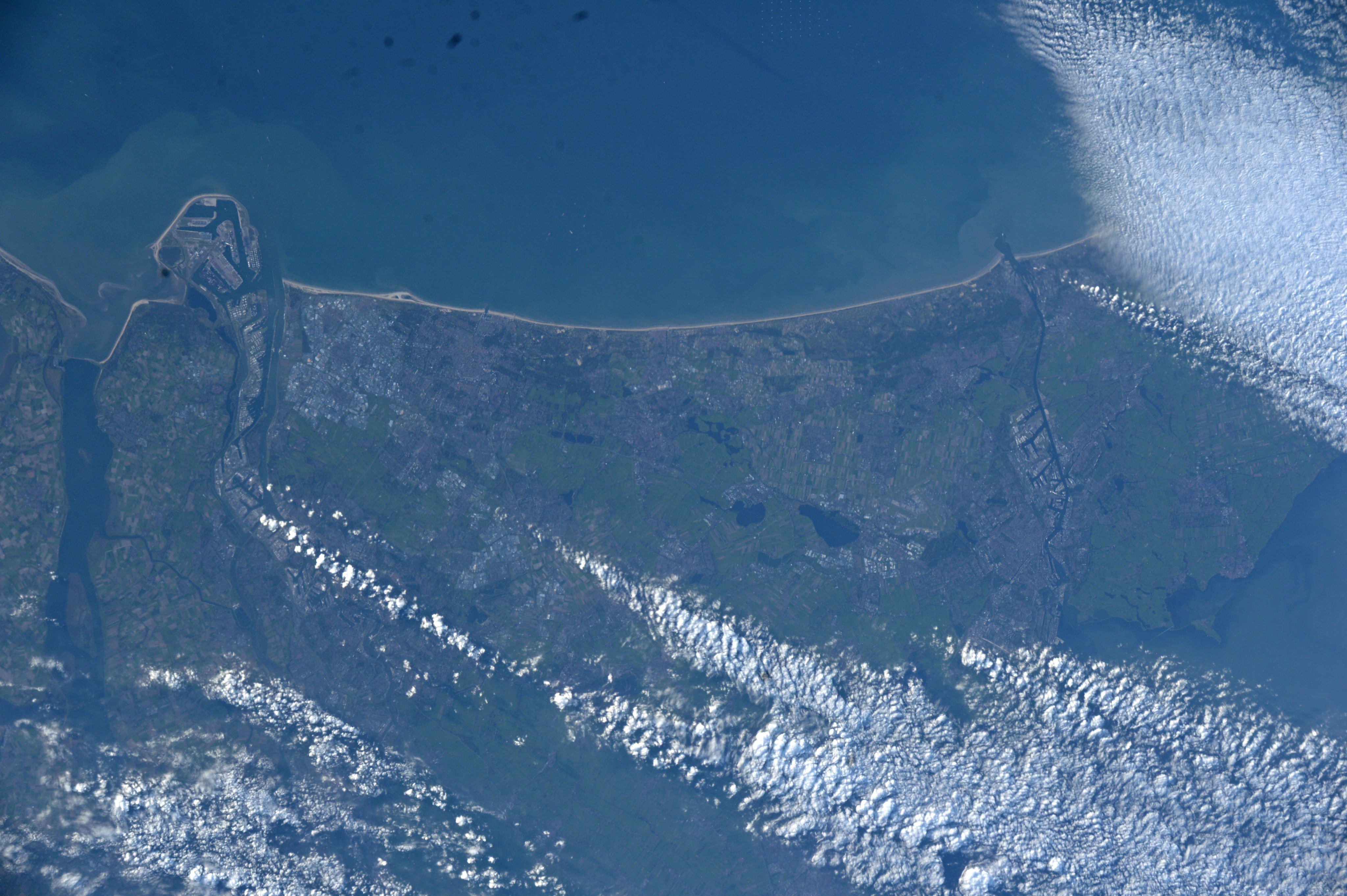
Satellietfoto zandmotor (2017)

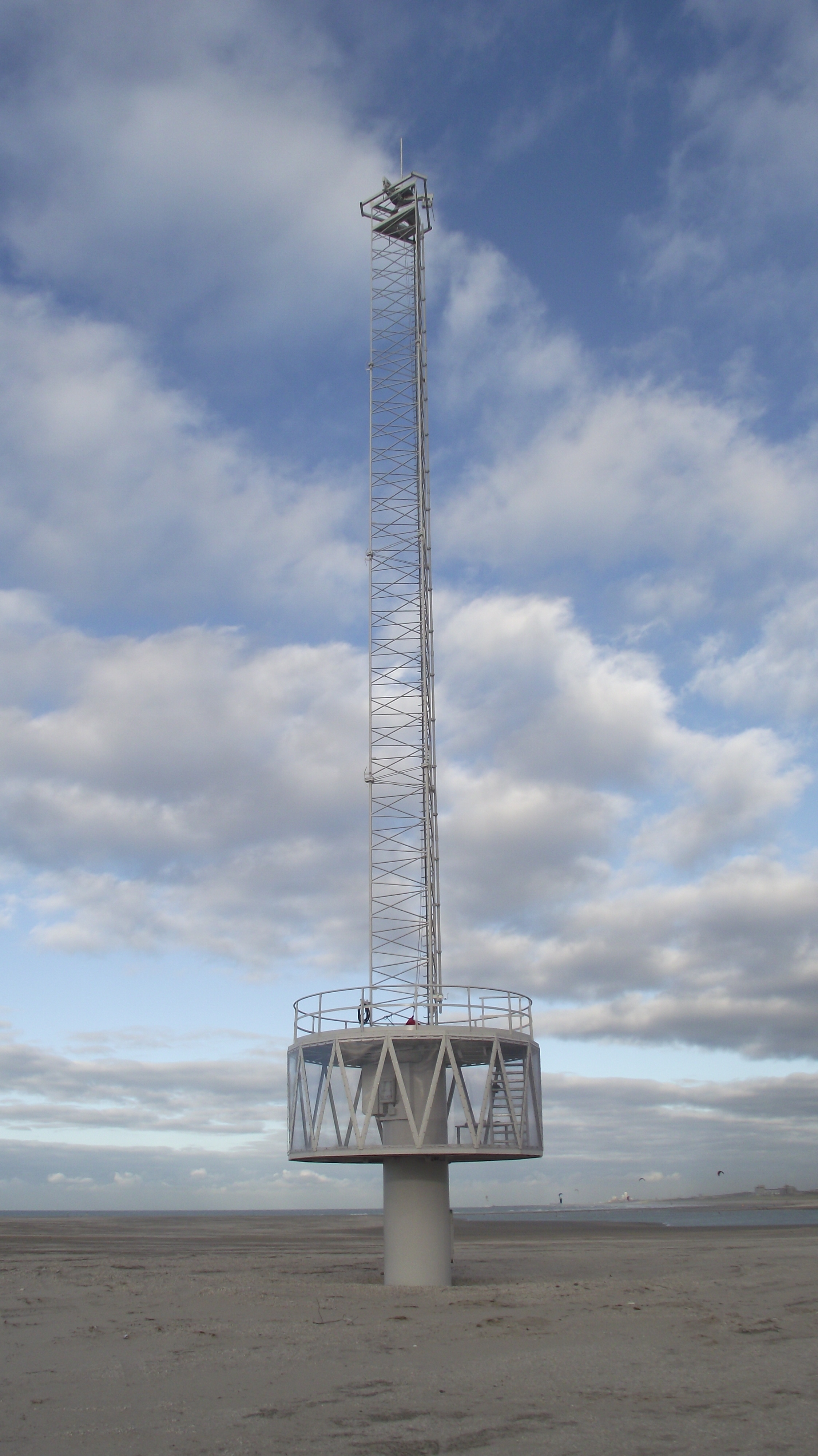
De Argusmast, een onbemande observatietoren voor gegevensverzameling op de zandmotor

Zandmotor DeltaDuin is een in 2011 voor de kust van Nederland bij Ter Heijde aangelegde kunstmatige zandbank in de vorm van een schiereiland. Onder invloed van golven, wind en de stroming langs de kust naar het noorden verandert de zandbank. Het zand ervan verspreidt zich in de loop der jaren verder langs de kust. Het is een experiment in het kader van dynamisch kustbeheer met de bedoeling natuurlijke processen te gebruiken om stranden en duinen op een veilige breedte te houden. Het project werd naar aanleiding van een publieksprijsvraag voor een passende naam DeltaDuin genoemd.
Het schiereiland is aangelegd ten behoeve van de kustverdediging en het kustonderhoud door Rijkswaterstaat en de provincie Zuid-Holland. Voor de Delflandse kust tussen Ter Heijde en Kijkduin zijn het natuurlijke strand en de duinenrij relatief smal en was voorheen geregeld aanvulling van zand noodzakelijk. Het uit elders opgezogen zand gemaakte kunstwerk kreeg de vorm van een strandhaak of haakwal. Behalve het schiereiland liggen er onder water nog twee zandtoevoegingen. Naar verwachting zullen door deze ingreep in de zone tussen Hoek van Holland en Scheveningen bredere stranden en duinen ontstaan. De aanleg van deze zandmotor kostte 70 miljoen euro. Indien hij werkt zoals bedoeld zijn tot 2031 ter plaatse geen verdere zandsuppleties nodig.

## Bouwen met de natuur
De aanleg van een zandmotor kan worden aangemerkt als een vorm van bouwen met de natuur. Dit principe wordt sinds de jaren 1980 in Nederland gepropageerd door waterbouwkundige Ronald Waterman, wiens ideeën sterk zijn geïnspireerd door de Tsjechische ingenieur J.N. Svašek.
Marcel Stive, hoogleraar kustwaterbouwkunde in Delft, wordt gezien als de bedenker van de zandmotor. Hij voorziet soortgelijke mogelijkheden bij de harde Noordzeedijk tussen Camperduin en Petten, de Hondsbossche zeewering. De ervaringen met de zandmotor bij Ter Heijde zijn interessant voor toekomstige projecten.
In januari 2011 begon de aannemerscombinatie Van Oord - Boskalis in opdracht van Rijkswaterstaat met de aanleg van het zandmotorproject. Door gunstige weersomstandigheden in het voorjaar verliepen de werkzaamheden voorspoedig en eind oktober was het schiereiland voltooid. Ter hoogte van natuurgebied Solleveld is aan de kust 21,5 miljoen m3 elders in de Noordzee gewonnen zand gestort. Het DeltaDuin steekt anderhalve kilometer in zee en is aan de basis twee km breed. Na de aanleg besloeg de oppervlakte 128 ha. De opgespoten zandmassa zal naar verwachting door natuurlijke processen van stroming, golven en wind in zo'n twintig jaar naar de Hollandse Noordzeestranden worden verplaatst. De zeestroom langs deze kust is altijd naar het noorden.
Het zand werd door middel van sleephopperzuigers in zee gewonnen en grotendeels met behulp van tijdelijk aangelegde persleidingen vanaf het strand opgespoten. Ook in zee net voor de zandmotor wordt zand neergelegd, zodat er door de omgeleide stromingen geen diepe geul vlak langs de zandmotor ontstaat. Andere projecten waar dit principe is toegepast maar die niet geheel voldoen aan de definitie van een zandmotor zijn de zogeheten Van Dixhoorndriehoek, die in 1971-1972 werd opgespoten met zand dat vrijkwam bij de aanleg van eerste Maasvlakte, en het Kennemerstrand bij IJmuiden.
De zandmotor bij Ter Heijde bevatte na de aanleg een strandmeer van ongeveer acht tot tien hectare en twee meter diep. Dit meer moest voorkomen dat de zandmotor ongewenste effecten had op de grondwaterstand van het nabijgelegen natuurgebied Solleveld. Het werd hoofdzakelijk gevoed door grondwater en regenwater en was in 2011 brak tot zoet. In 2021 was dit meer beduidend kleiner geworden, met name het zuidelijk deel stoof vol met zand. Er vormde zich echter een tweede meer doordat de lagune aan de noordkant van zee afgesloten raakte.

## Gevolgen voor natuur en recreatie

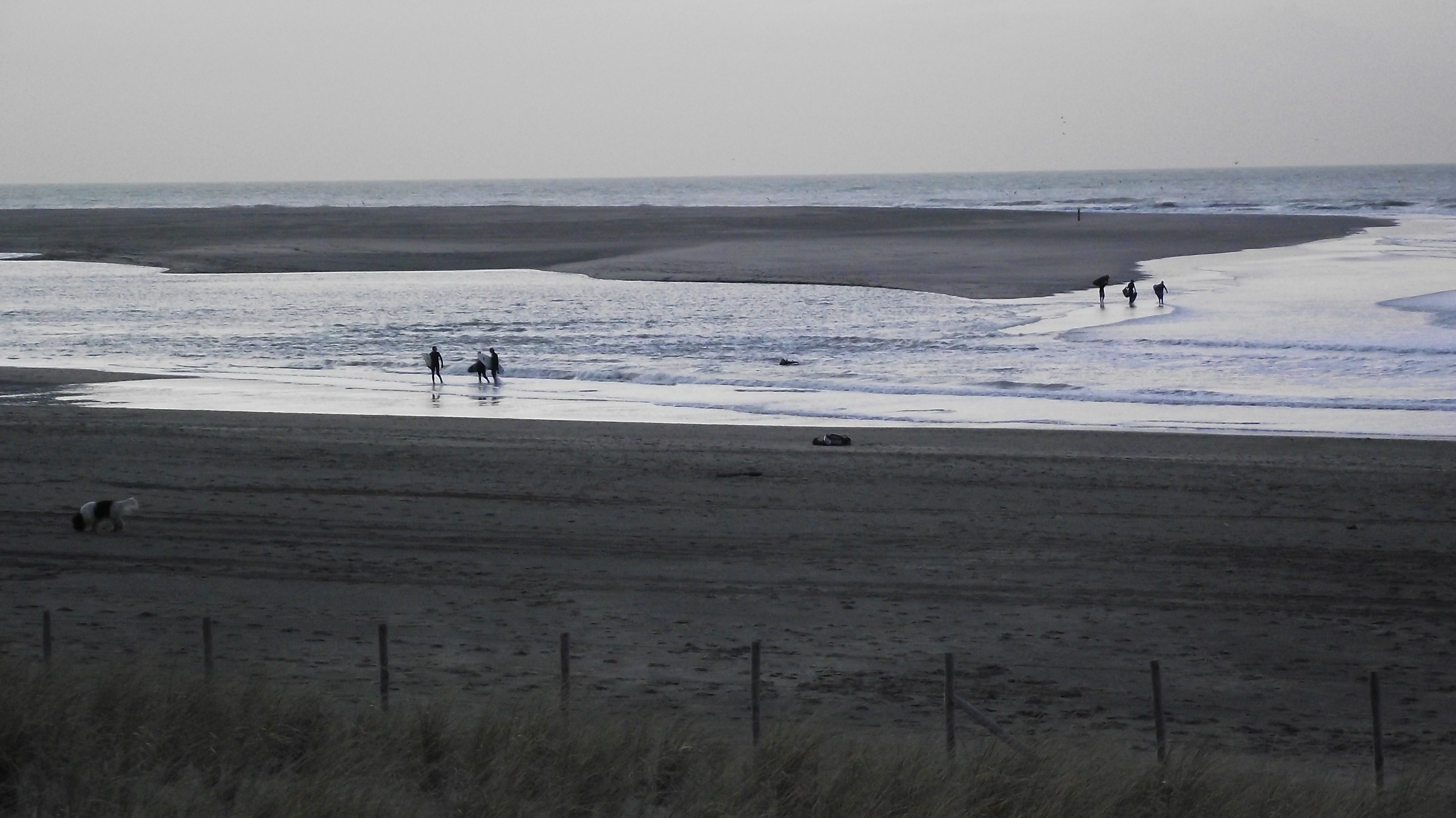
De zandmotor gezien vanuit Kijkduin (2011)

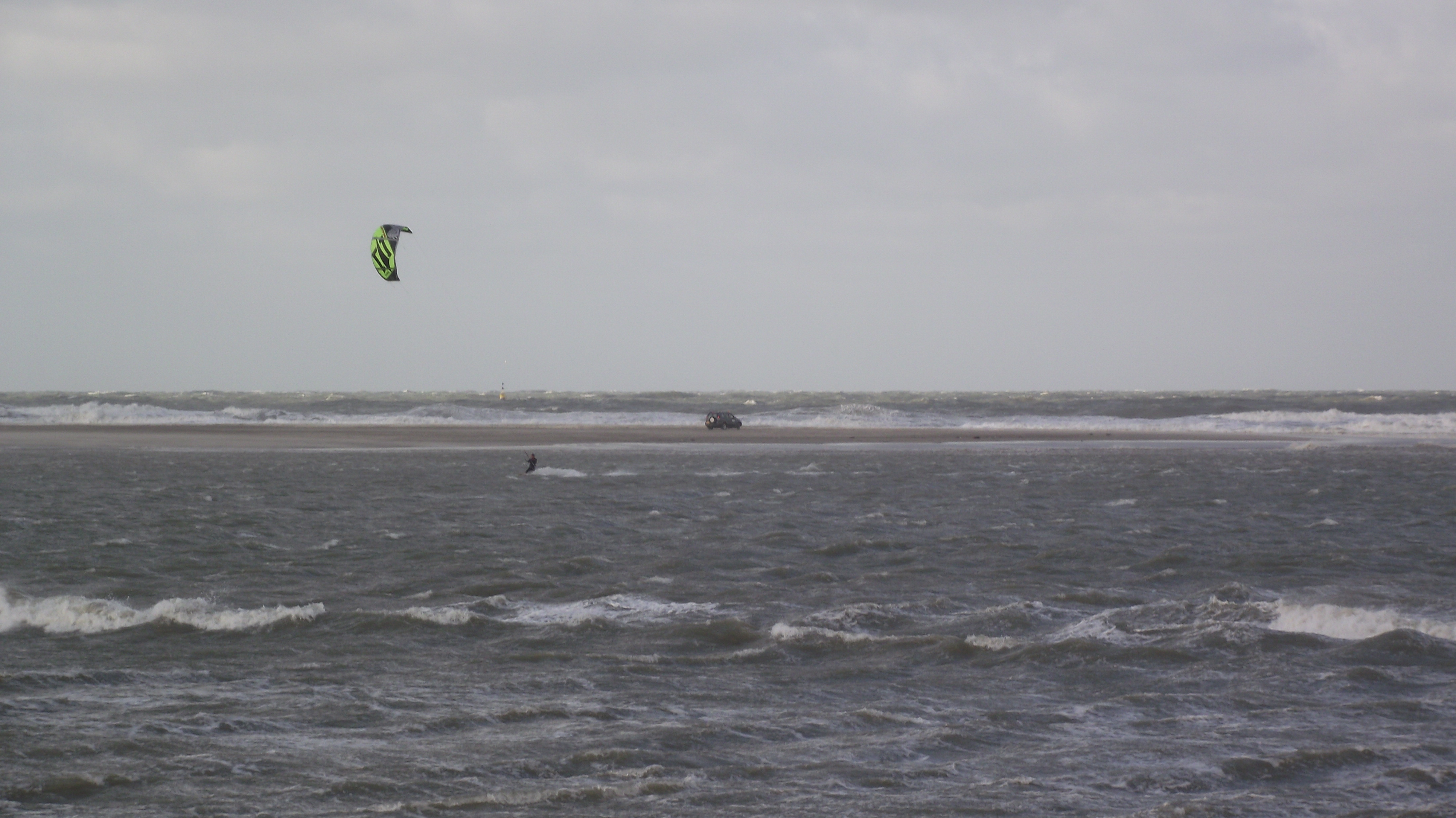
Een kitesurfer in de baai met stormwind. Op de achtergrond, op de landtong, is een surveillancewagen te zien.

Gewoonlijk wordt bij wijze van kustonderhoud op een aantal plaatsen ongeveer om de vijf jaar zand gestort, waardoor er geen stabiel ecosysteem kan ontstaan. Doordat bij de zandmotor in één keer een hoeveelheid zand voor circa twintig jaar is gestort kan zich zowel op land als in het water een permanent ecosysteem ontwikkelen. Dat is belangrijk voor de ontwikkeling van kwetsbare flora en fauna aan de kust. Hoewel niet duidelijk is hoe een en ander zich precies zal ontwikkelen zijn de eerste tekenen positief.
Door de werking van stroming, golven en wind zijn vorm en grootte van de zandmotor aan verandering onderhevig. Daarom is het niet geschikt voor permanente inrichting en gebruik. Het is niet precies te voorspellen hoe het zand en de stromingen zich zullen gedragen. Rijkswaterstaat en de provincie Zuid-Holland houden de zeestromingen rond de zandmotor daarom voortdurend in de gaten en stellen de veiligheidsautoriteiten en reddingsbrigades tijdig op de hoogte van veranderde risico's. In verband met de sterke stroming werd aanvankelijk een zwemverbod ingesteld in de baai en in het nauwe gedeelte. In 2014 was dat niet meer nodig. De doorgang naar de baai is door noordwaartse zandtransporten inmiddels nauwer geworden en bij laag tij doorwaadbaar. Door de getijstromen zal deze doorgang voorlopig openblijven maar op termijn zou een flinke storm de doorgang kunnen verzanden.
Windsurfen, kitesurfen en golfsurfen zijn populair op en rond de DeltaDuin. Kitesurfen is vooral populair rond de ingang van en net buitengaats van de baai. Golfsurfers verkiezen de noordzijde buitengaats met name bij zuidwestelijke golven. Vanaf 24 november 2011 is het gebied opengesteld voor het publiek en kan men overal wandelen. Boven op het nieuwe duin bij de zandmotor is een fietspad, het Zandmotorpad, aangelegd met zicht op zee. Langs dit fietspad zijn afgesloten putten waardoor zoet water in het duin geïnfiltreerd wordt en het zoute zeewater in het zand verder zeewaarts gedreven.
Het Haagse deel van de zandmotor staat open voor naturisme.
Al in de zomer van 2012 was het uiterlijk van de opgespoten zandvlakte gewijzigd. De eerste vegetatie in de vorm van onder andere zeeraket en biestarwegras verscheen. Die plantengroei bevorderde de vorming van embryonale duinen, waarbij in de overheersende windrichting lengteduinen ontstonden. Voor het nieuwe duinmeer was een zwemverbod afgekondigd, maar dat kon worden opgeheven na onderzoek van de waterkwaliteit. Het water blijft zout en bevat vrij veel algen. Het waterpeil in het meer verandert nauwelijks. Rond het meer is een natte zone van zoutig zand waardoor daar geen oeverbegroeiing komt. In het water komen veel garnalen voor. Door de werking van wind en water kreeg vanaf 2014 een nieuwe duinenrij steeds meer gestalte.

## Ontwikkelingen

### Na de decemberstormen van 2011
De landtong was verlengd en ging over in een lange zandbank parallel aan het strand. Bij laag water was er een lange nauwe afwateringsgeul die reikte tot de strandtoegang vanuit de keerlus (ingang camping Ockenburgh, strandafslag nr. 2). Bij laag water was dit een stromende rivier, ongeveer 10 meter breed. De landtong is een verlenging van ongeveer 700 meter. De geul voerde de ebgetijstroom van de baai af. Verder zeewaarts was er een tweede zandbank ontstaan (zie beelden). In de oorspronkelijke baai was er slibafzetting door het gebrek aan stroom en is de oppervlakte modderig en slikachtig geworden.
De getijden ter plaatse hebben een lange periode van afgaand tij (9 uur) en een korte periode van opkomend tij (3 uur). In de geul blijft het water afvloeien totdat het opkomende tij het waterpeil van de lagune heeft bereikt. Dan ontstaat in de geul een korte hevige stroom naar de lagune toe. De geul is de meeste tijd een gemakkelijk doorwaadbare rivier. Wandelaars die te lang wachten met het terug oversteken bij opkomend tij, zien zich geconfronteerd met een woeste stroom. De stroom graaft bovendien diepe putten waardoor overstekers het contact met de bodem gemakkelijk kwijt raken. Het omlopen langs de lagune kost echter meer dan een halfuur waardoor sommige wandelaars het risico op een nat pak nemen en de oversteek toch wagen.

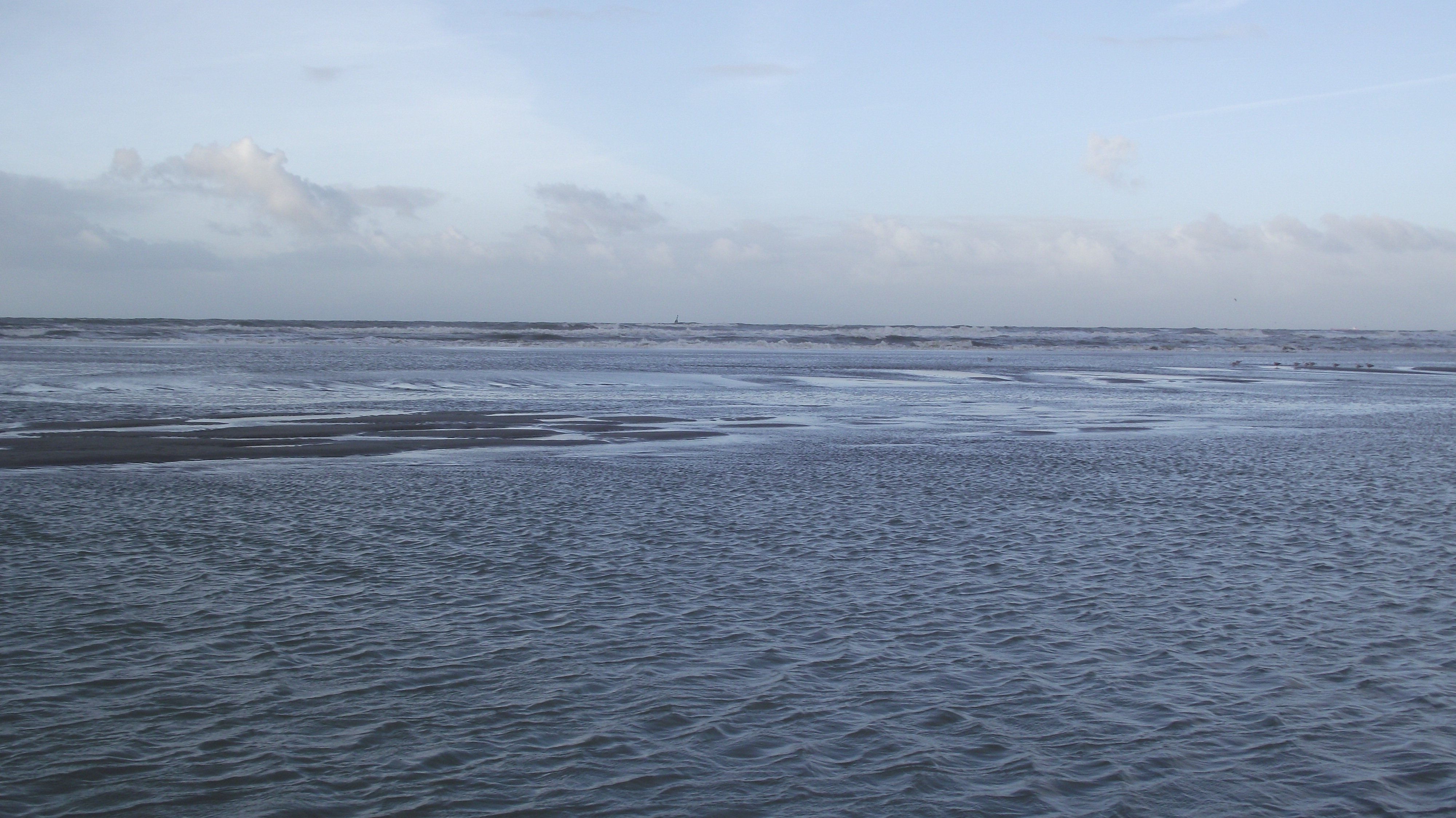
Golven breken over de zandbank en voegen water toe
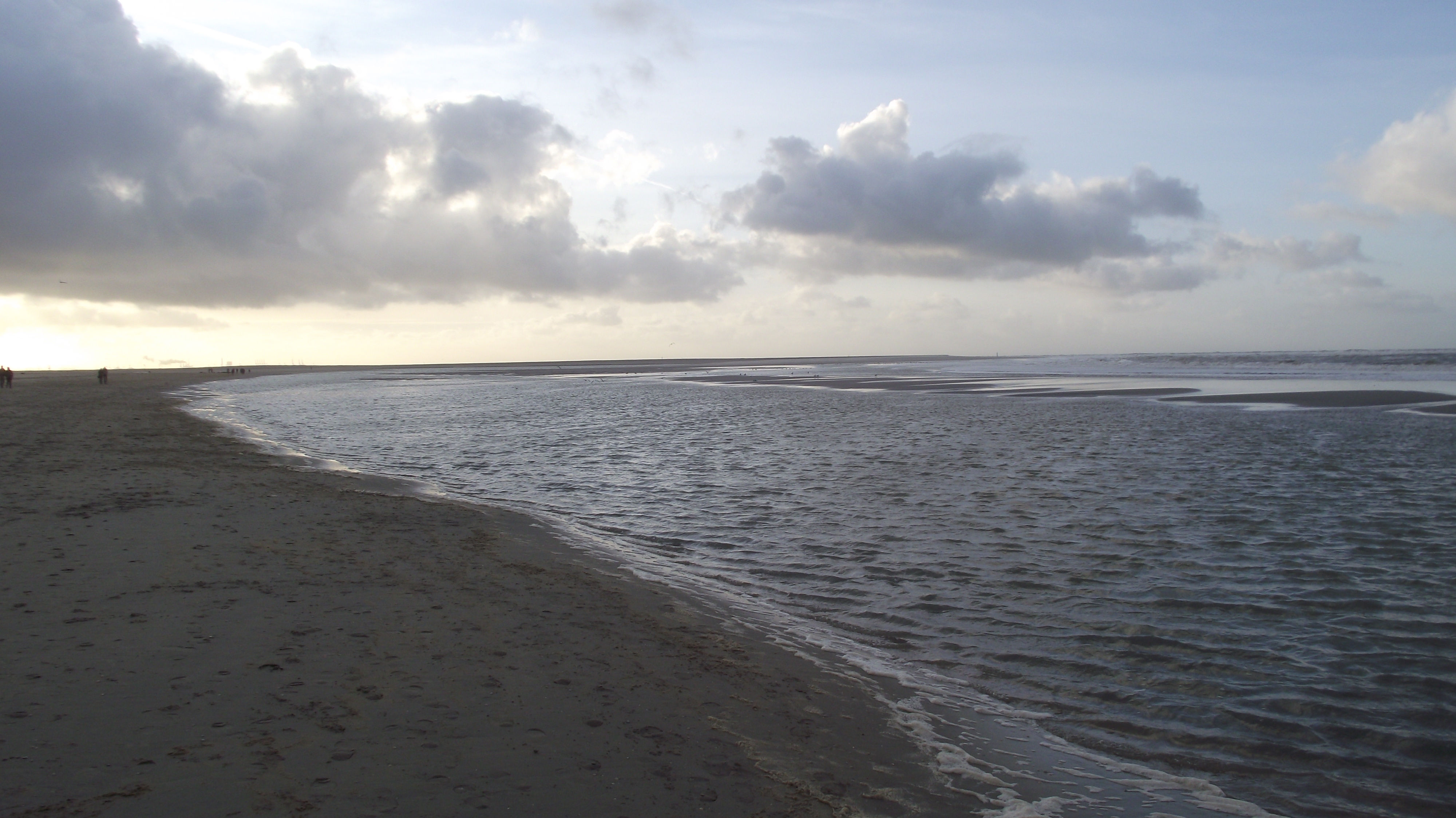
Zicht richting Rotterdam
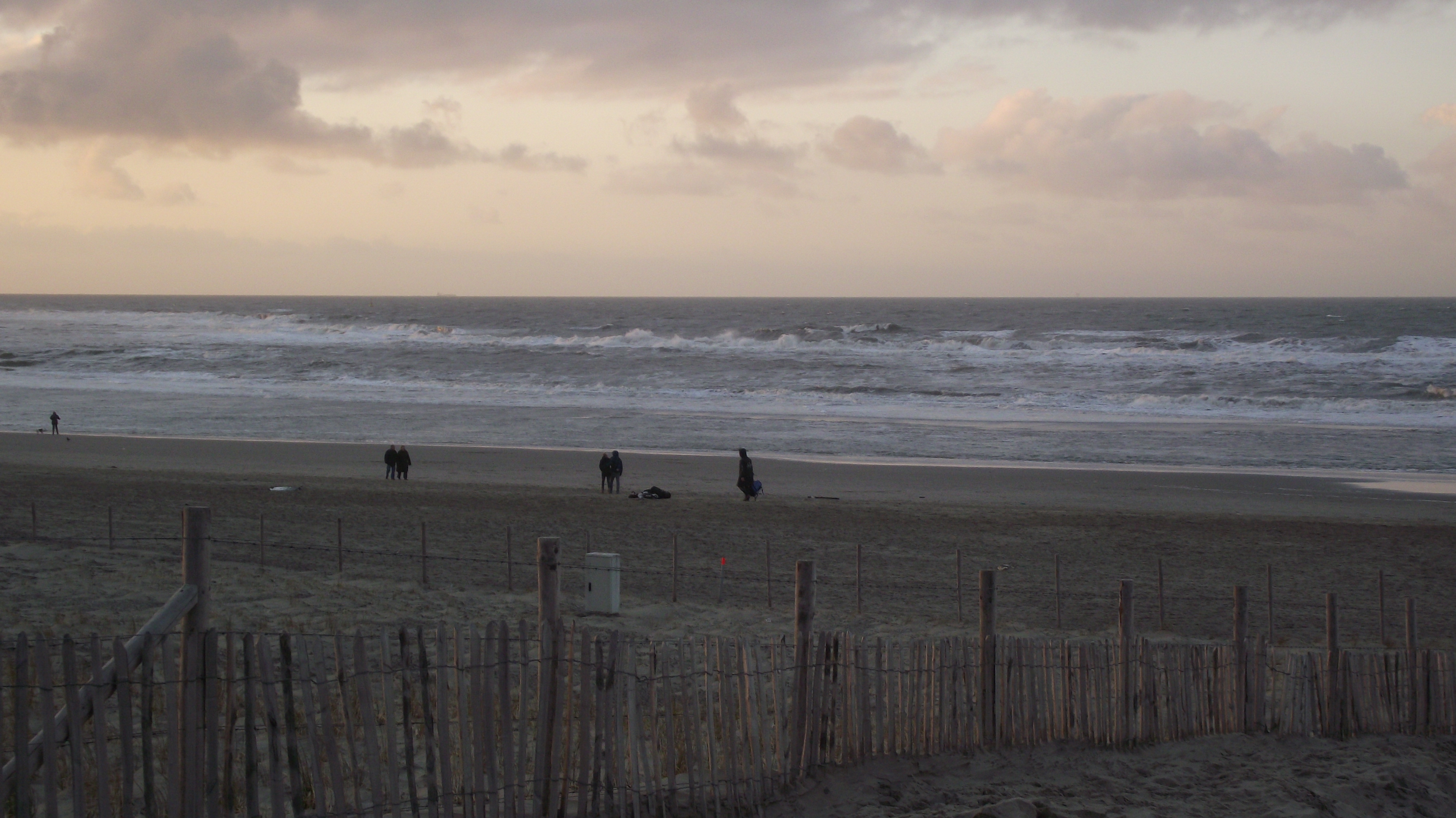
De uitstroomgeul en een zandbank met brekende golven. Daarachter een diepte en een tweede zandbank.

### Afsluiting van de geul in mei 2012
De provincie Zuid-Holland vond de sterke stromen in de geul te gevaarlijk voor zwemmers en besloot in te grijpen voor de start van het zwemseizoen. Op maandag 7 mei zijn bulldozers aan de slag gegaan om de monding van de geul af te sluiten met een laagwaterbarrière verstevigd met stenen. Hierdoor ontstond een zijgeul die ook tijdelijk afgesloten moest worden. Om de getijstroom te kanaliseren is een nieuwe rechtstreekse afwateringsgeul gegraven die van de noordzijde van de lagune rechtstreeks naar zee loopt. Volgens een expert van technologisch instituut Deltares is er sprake van een paniekreactie van de provincie die schade toebrengt aan het experiment.

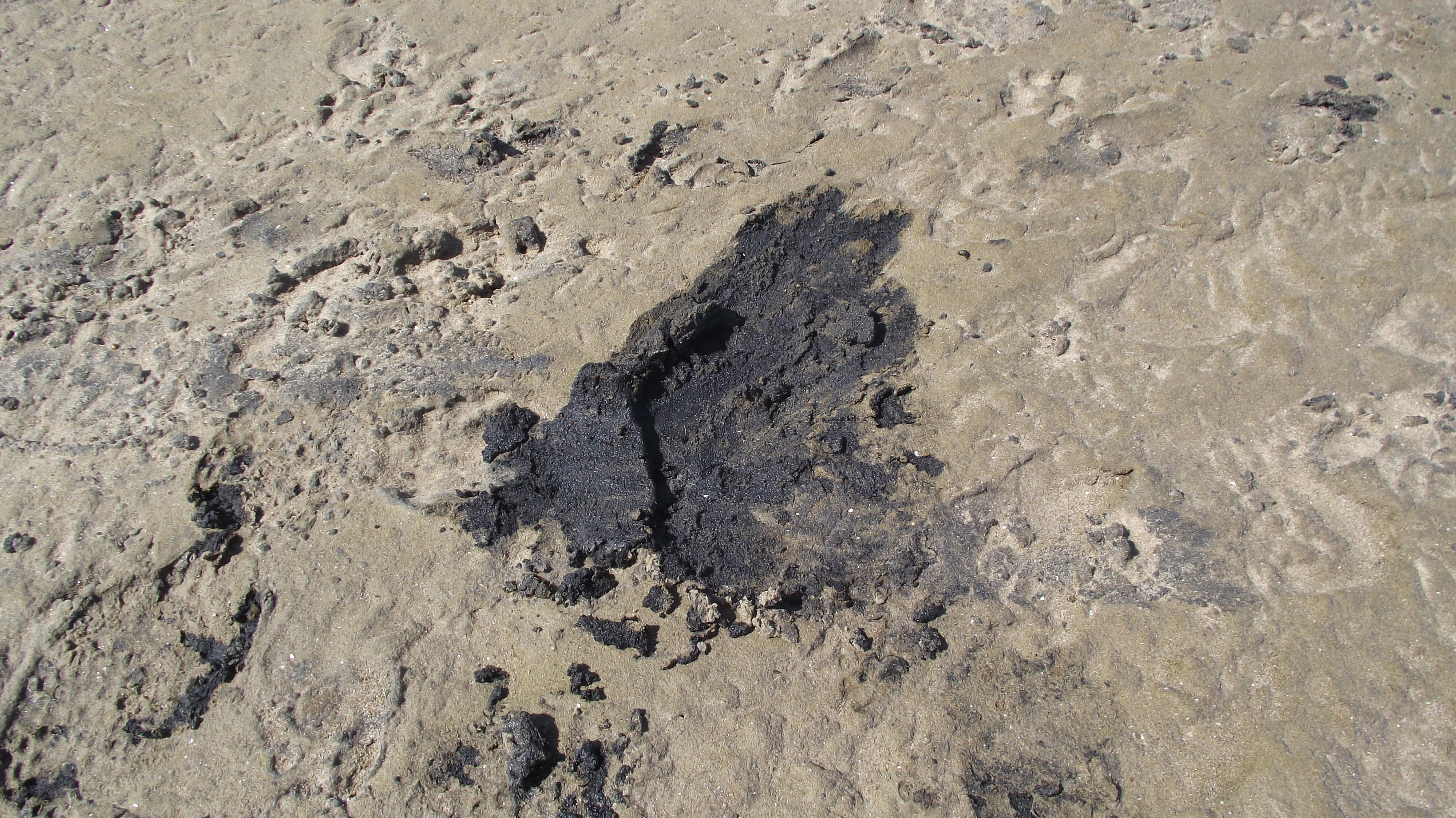
Zwarte anaerobe sliblaag onder een dun laagje zand aangebracht door de wind

De situatie verandert snel: Eerst waren er twee afwateringsgeulen, de nieuw afgegraven geul en de al bestaande zijgeul, die aftakt van de afgedamde geul. De nieuw gegraven geul is al grotendeels verzand en verbindt alleen bij hoogtij de lagune met de zee. In augustus 2012 was deze gegraven geul al volledig verdwenen. De zijgeul verplaatst zich aan de zeekant noordwaarts als gevolg van de heersende noordelijke stroming. De lagunemonding van de geul is gedeeltelijk dichtgeslibd waardoor de lagune bij eb niet meer volledig afwatert, er blijft nog wel een beperkte hoeveelheid water afvloeien. Het verschil in waterstand bij eb heeft als gevolg dat er een belangrijk omslagpunt is: Zodra de zeewaterstand hoger wordt dan het water in de lagune ontstaat er een zeer sterke stroom die zwemmers en geuloverstekers kan verrassen. Vanwege de risico's heeft de provincie besloten vanaf 25 augustus 2012 een zwemverbod in te stellen voor de geul. In het duinmeer en de lagune mag wel gezwommen worden.
In de lagune is er stilstaand water waar fijne sedimenten de kans hebben om te bezinken. Het oorspronkelijke zand wordt meer en meer bedekt door zwart slib. Het gedeelte dat permanent onder water staat is bedekt met zeewier.

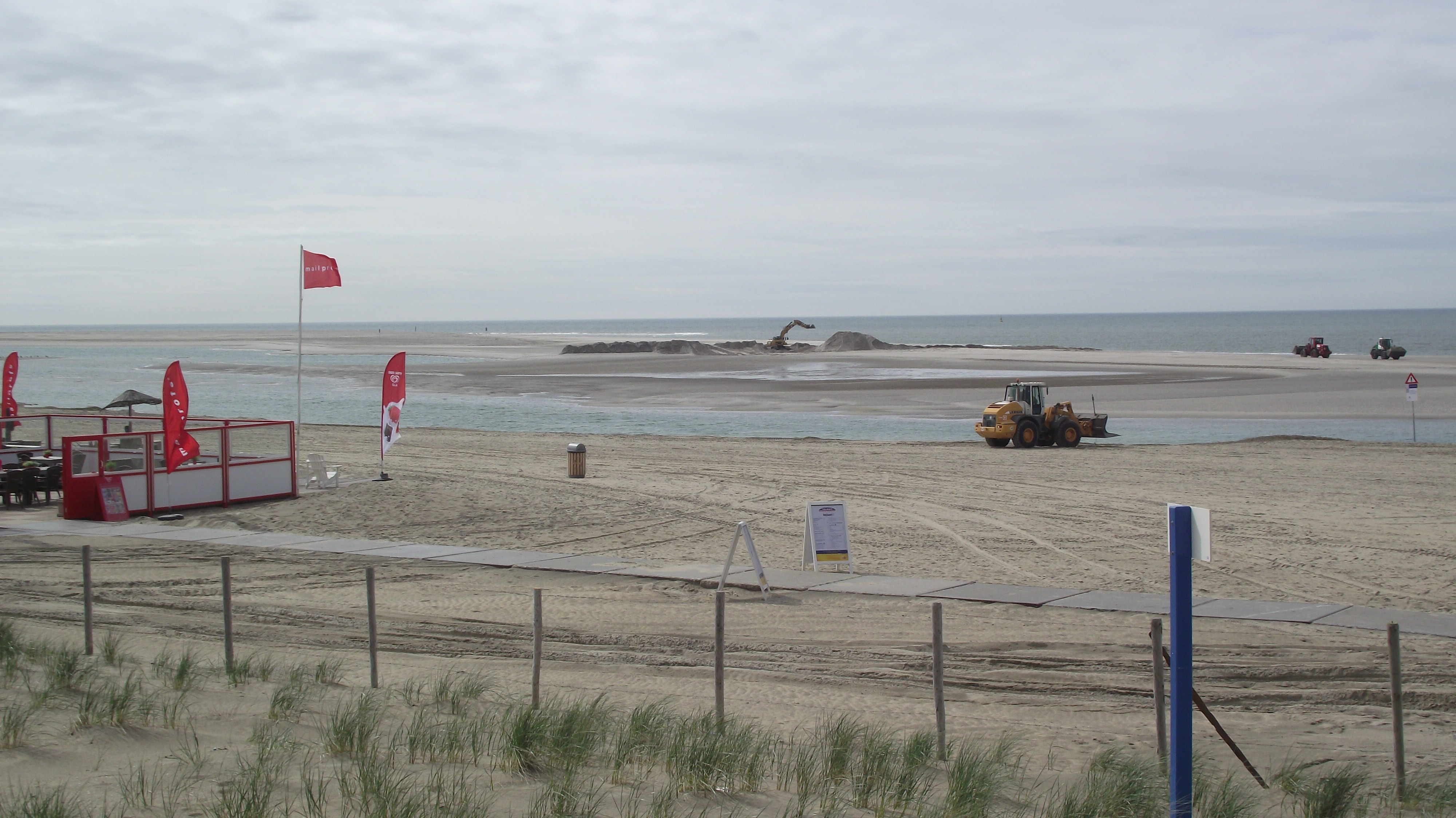
Werkzaamheden nieuwe geul
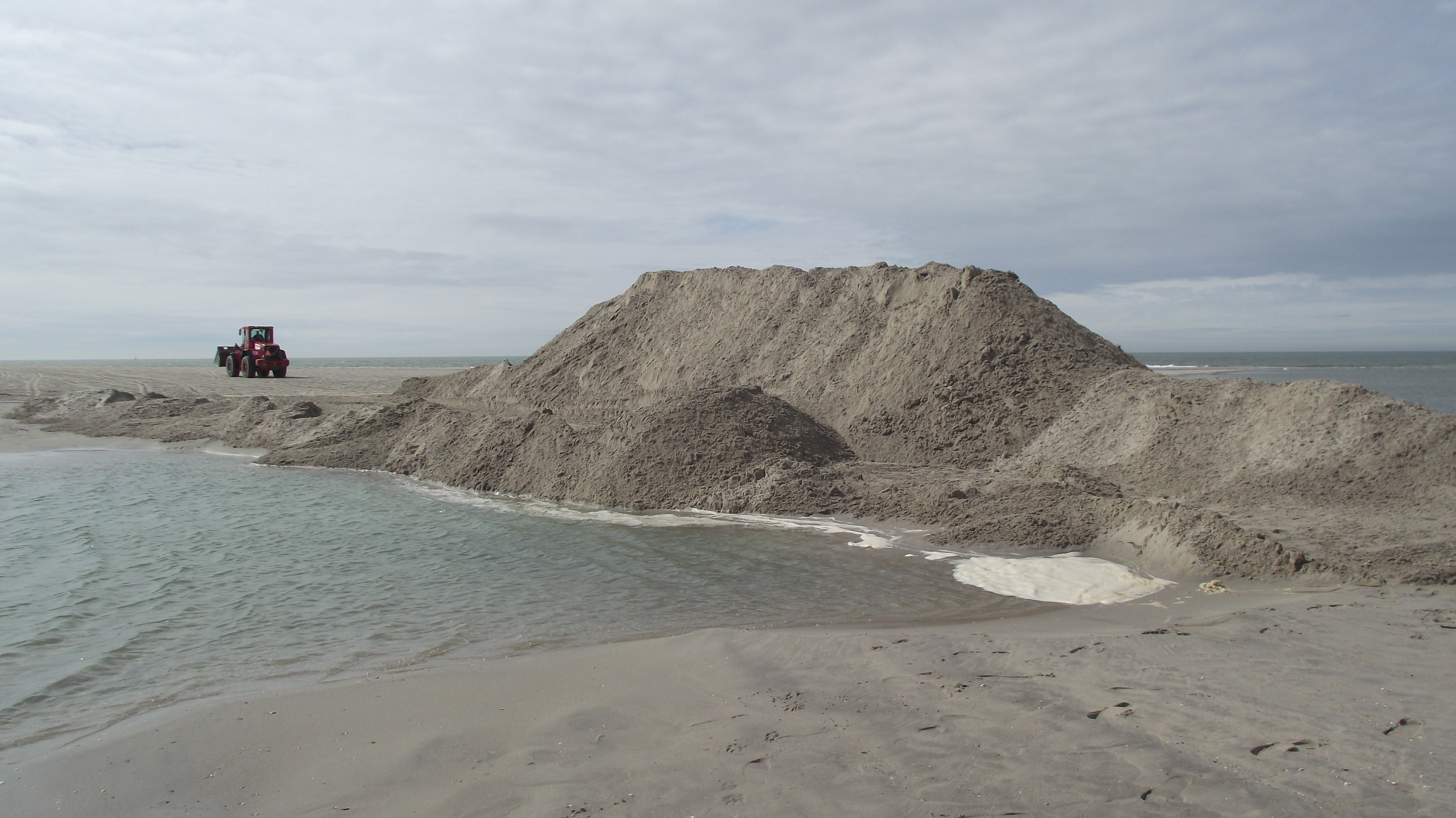
Tijdelijk met zand afgedamde zijgeul zodat bij vloed een nieuwe hoofdgeul wordt uitgeslepen
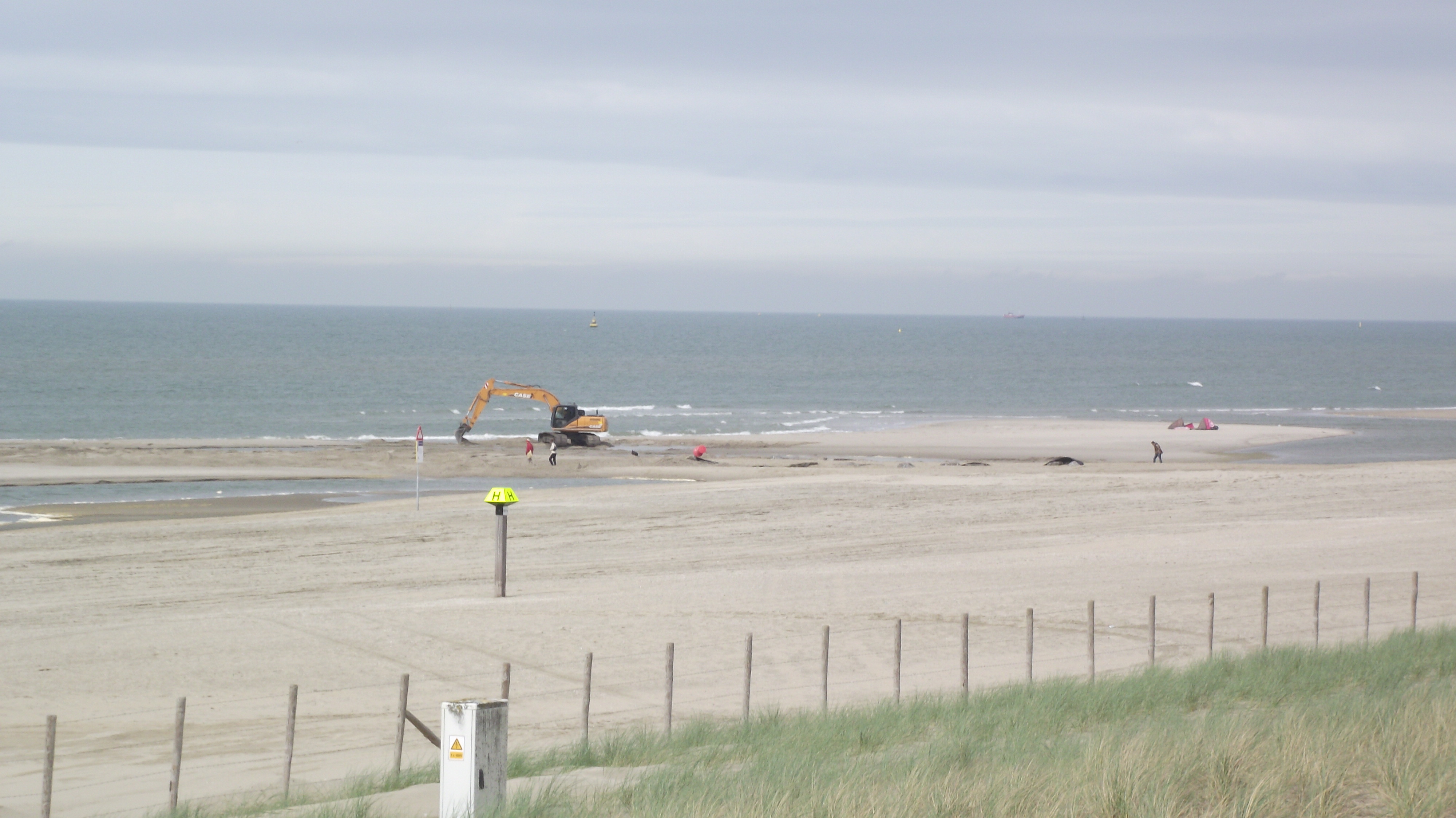
Met stenen afgedamde oude hoofdgeul

### Herfst 2012

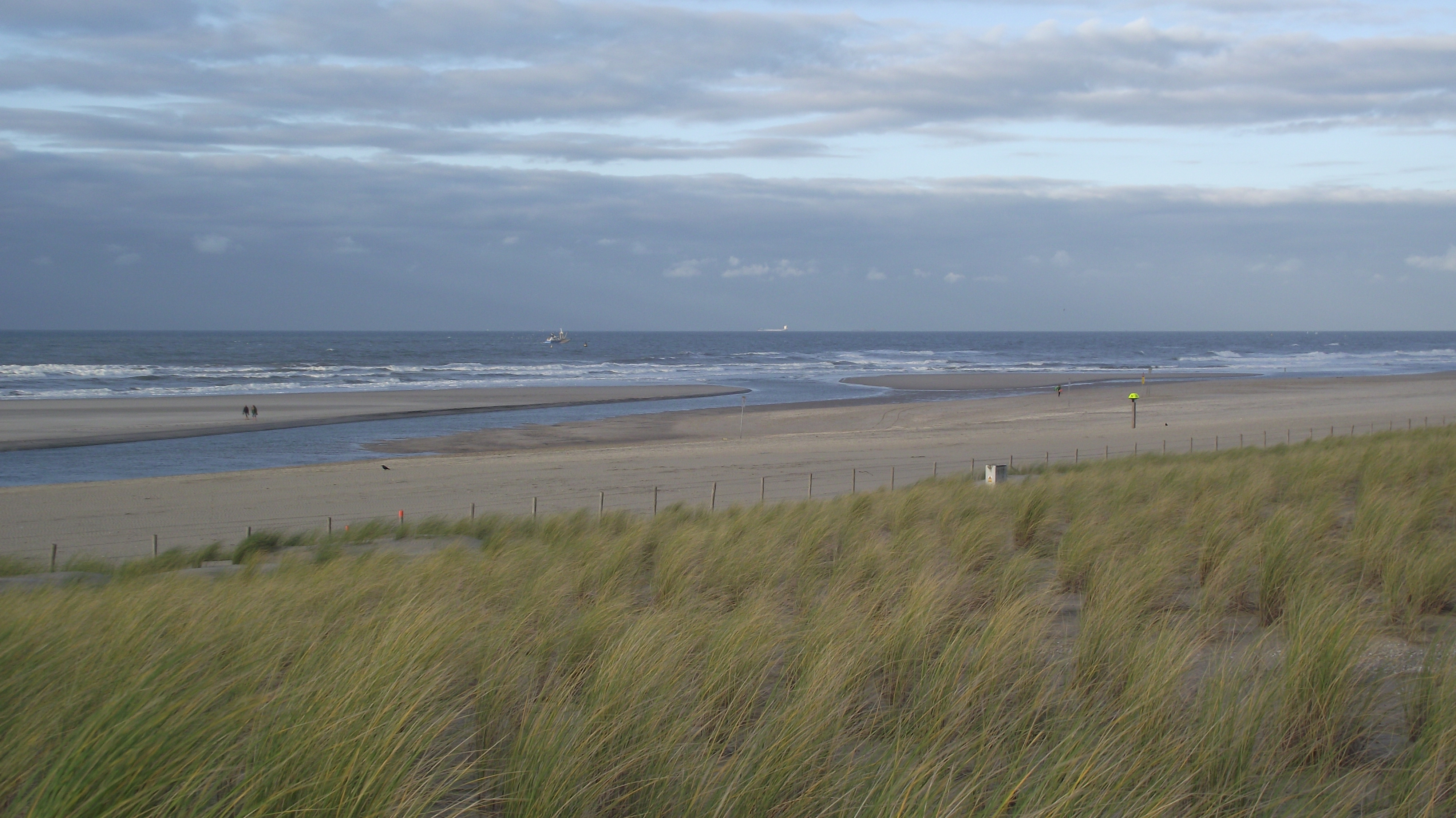
De geulmonding in november 2012

Na de najaarsstormen is niets overgebleven van de oorspronkelijke geul in de buurt van de vroegere afdamming. De geul heeft zich zeewaarts ter hoogte van de vroegere afdamming verplaatst en er is een delta ontstaan met een stroom die rechtstreeks naar zee gaat, terwijl de andere stroom noordelijker schuin in zee gaat. De zandbank die de geul scheidt van de zee is minder hoog geworden, waardoor het inkomende tij sneller over de zandbank stroomt en er minder extreme stromen zijn.

### Januari 2013
Er is een nieuwe doorbraak naar zee door het ontstaan van een geul die de lagune via een kortere route ook bij laagwater met de zee verbindt. Bij eb is de oude geul, waarvan de nieuwe een aftakking is, afgesloten. Tussen oude en nieuwe geul ligt dan een eiland dat niet te bereiken is zonder natte voeten.

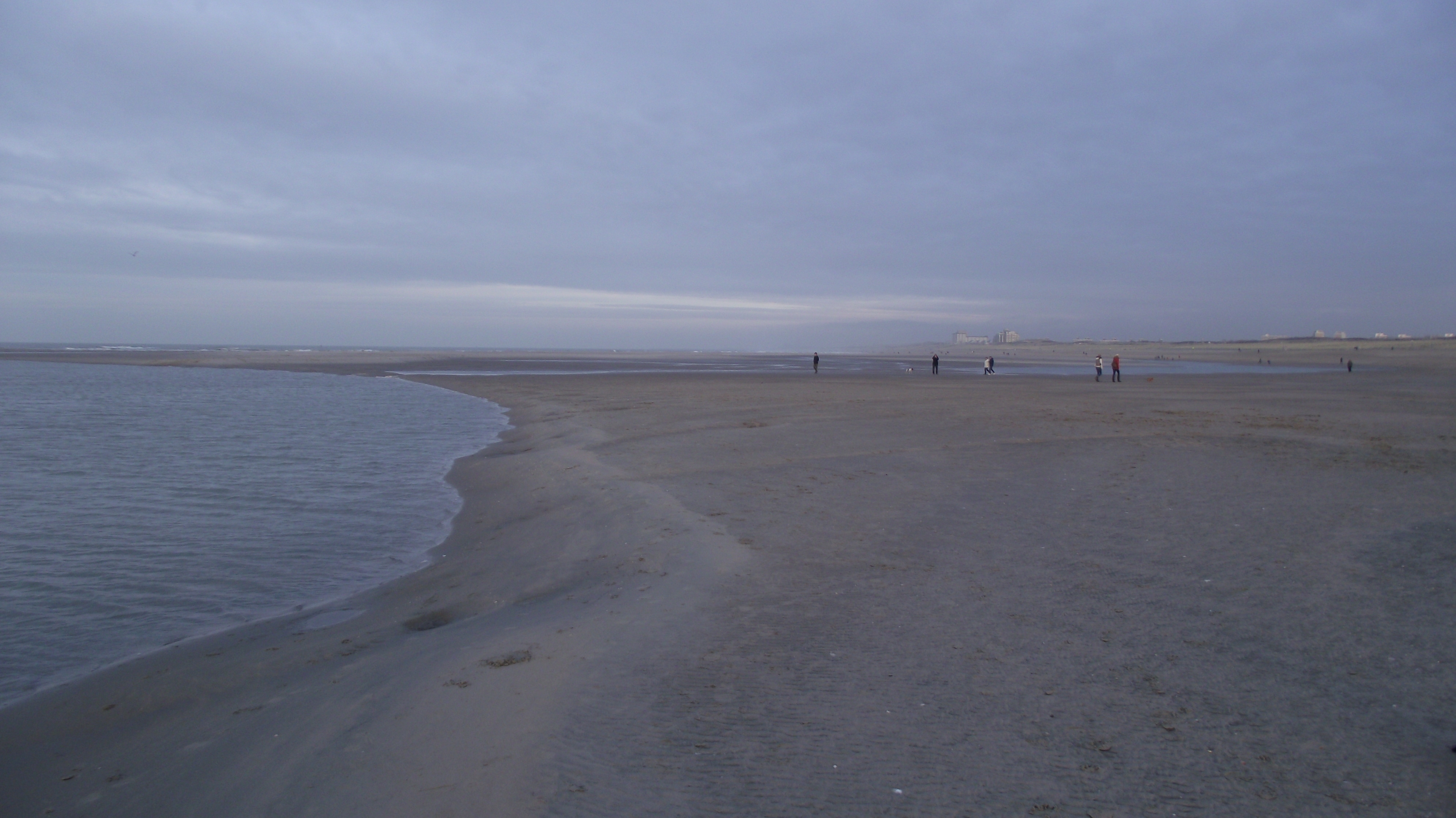
Afgedamde oude geul bij laag tij
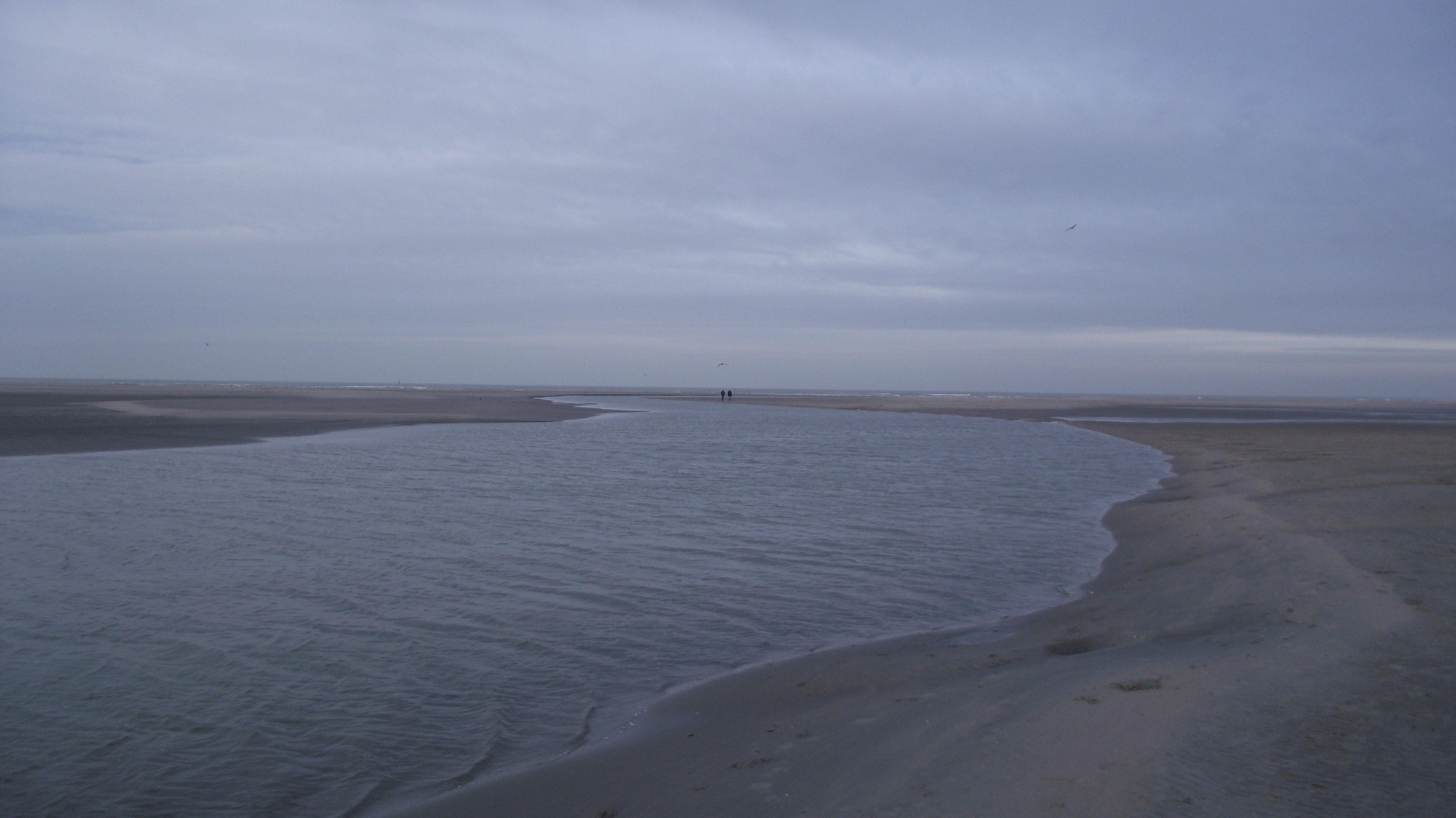
Nieuwe geul met een flauwe S-bocht naar zee
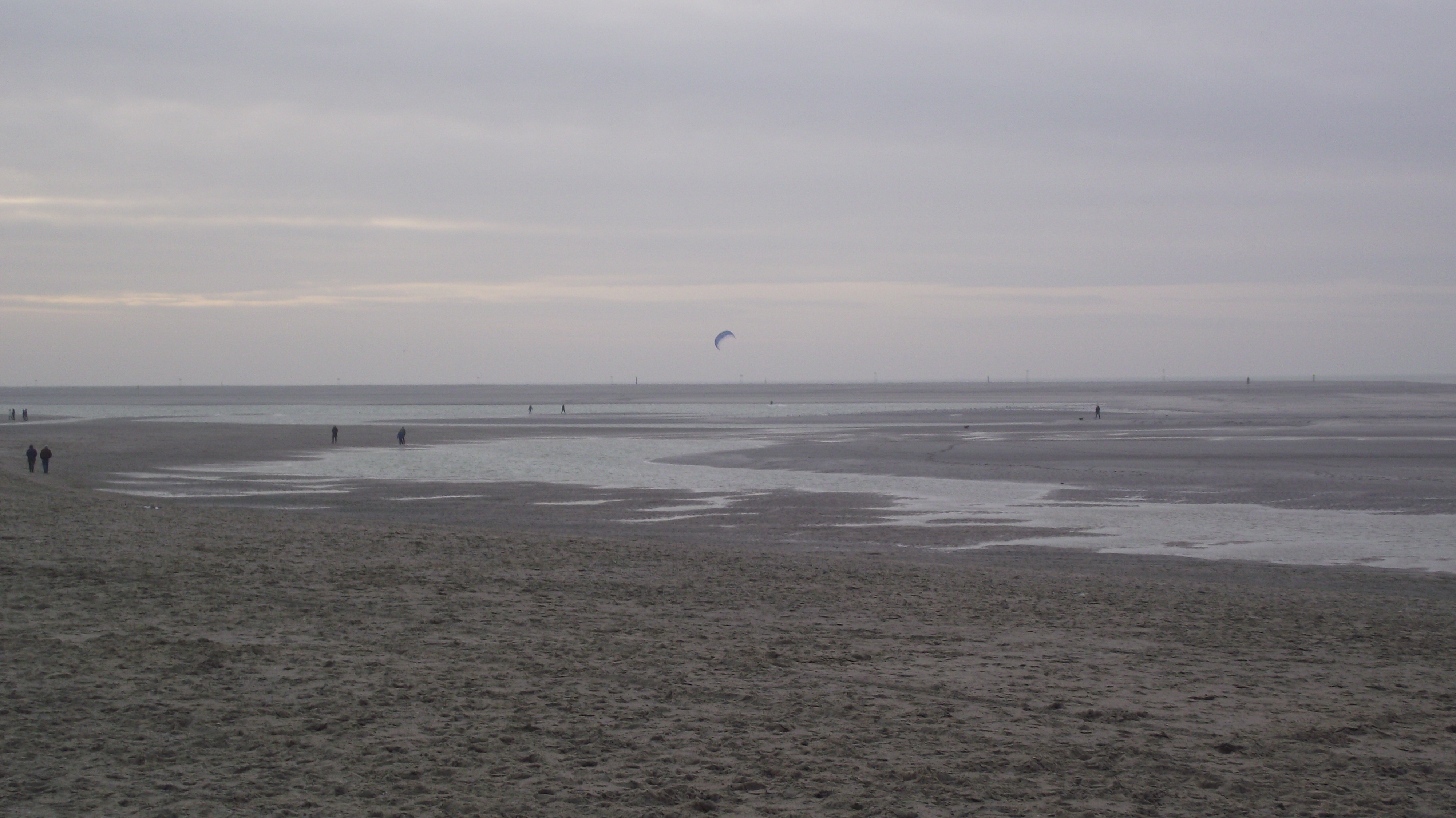
Gezien vanaf de oude geul

### Maart 2013
Het standaardpatroon van de geulenontwikkeling heeft zich herhaald: de monding van de nieuwe geul (januari 2013) is onder invloed van de noordelijke zeestroom verder naar het noorden verplaatst. Er zijn nu twee lange nauwe geulen, de oude en de nieuwe. De oude geul is droog bij laagtij en wordt afgewaterd door een kronkelende doorbraak naar zee.

### Augustus 2013
Er is een afwateringsgeul dicht bij de duinen en een kleinere ondiepe geul die bij laagtij grotendeels droog komt te liggen. Aan de noordkant sluit die geul aan op de afwateringsgeul die daar scherpe kronkels heeft. Het hoogteverschil tussen de zandbanken en de geulen is veel kleiner geworden, waardoor bij hoogtij de hele zandbank onder water loopt en de stromen zich minder sterk in de geulen concentreren. Het diepe deel van de lagune is veel kleiner geworden door de zandverplaatsingen bij opkomend tij. Grote delen van de lagune zijn deze zomer bedekt met een dikke laag slib.

### December 2013
Volgens de observaties die de firma Shoremonitoring in opdracht van Rijkswaterstaat en de Technische Universiteit Delft verricht heeft de storm van begin december de zandplaat en het bijliggende strand flink afgeplat. Op de zandmotor zijn veel schelpen en andere voorwerpen uit de Noordzee aangespoeld.

### Mei 2014

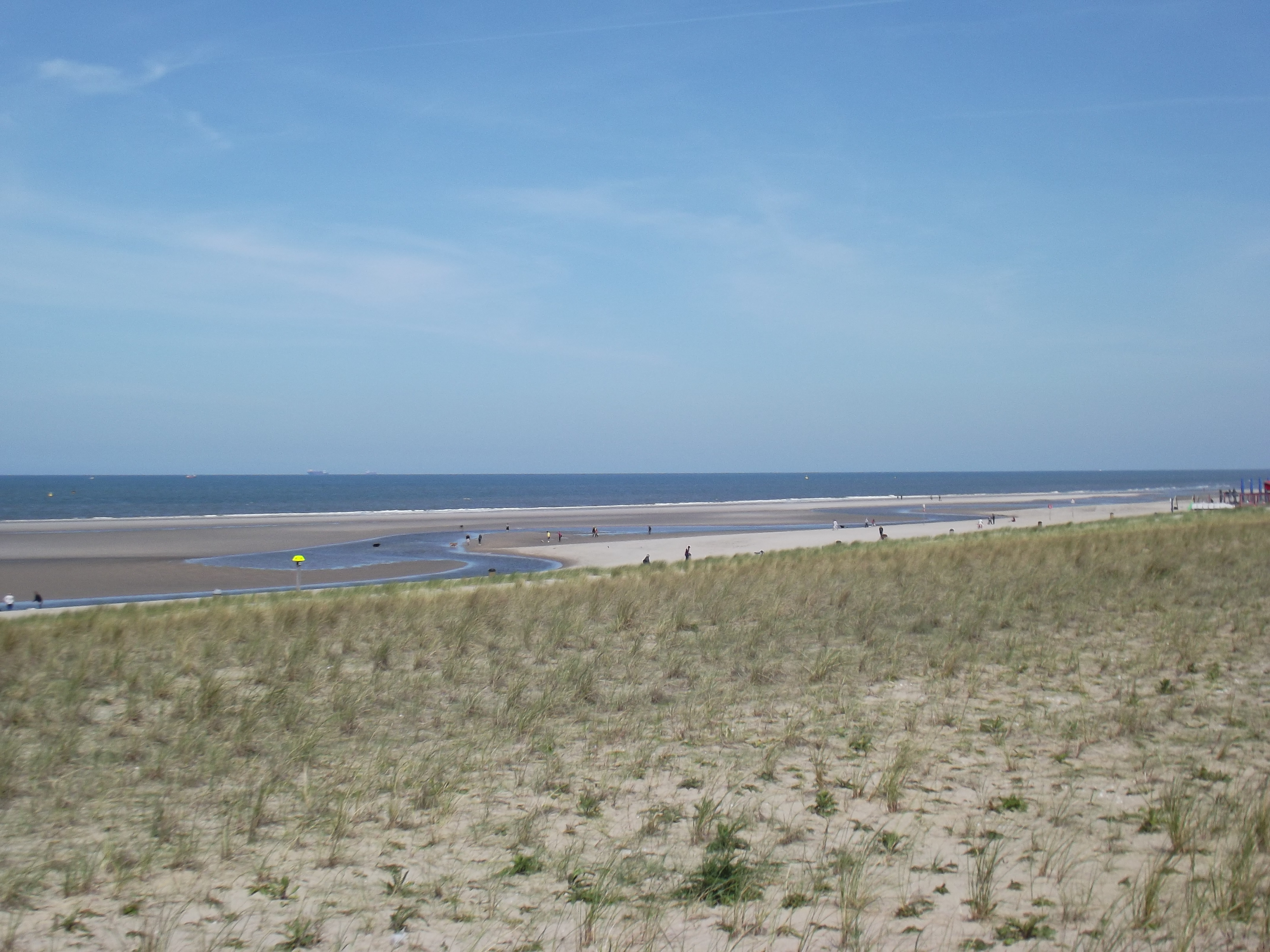
Geul gezien vanaf het duin in mei 2014

De monding van de geul is verder met veel kronkels naar het noorden verplaatst tot voorbij stranduitgang 2A. Dit is bijna tot aan het begin van de bebouwing van Kijkduin. Door de grote lengte van de geul is er nauwelijks nog stroom in de geul waar te nemen bij laagtij.

### Zomer 2015
Kitesurfen is zo populair geworden in de vrijwel golfloze getijdenpoel dat surfers elkaar soms hinderen. De plek wordt veelvuldig gebruikt door surfscholen wegens de afwezigheid van golven, de ondiepe plaatsen en de onmogelijkheid tot afdrijven naar volle zee. De scholen bergen hun materiaal meestal op bij de nabijgelegen strandtenten. Deze hebben door de van de zandmotor gebruikmakende surfers, badgasten en wandelaars klanten bij elk weertype.

### Januari 2016
Na de winterstormen is er een nieuwe geul ontstaan die rechtstreeks met de zee in verbinding staat. Wandelaars worden gewaarschuwd om de nooddiensten te bellen als ze ingesloten worden met opkomend tij. Het water is in de winter te koud en te gevaarlijk om de ondiepe geul over te steken. Door de nieuwe geul in 2016 die een veel kortere verbinding heeft met de zee, zakt het waterpeil bij eb in de lagune. Dit had een onmiddellijk effect op de oude geul van 2012 die gedeeltelijk droog komt te liggen en voor een gedeelte afwatert in de nieuwe geul van 2016. De stroomrichting van de oude geul dicht bij de lagune is hierdoor omgekeerd.

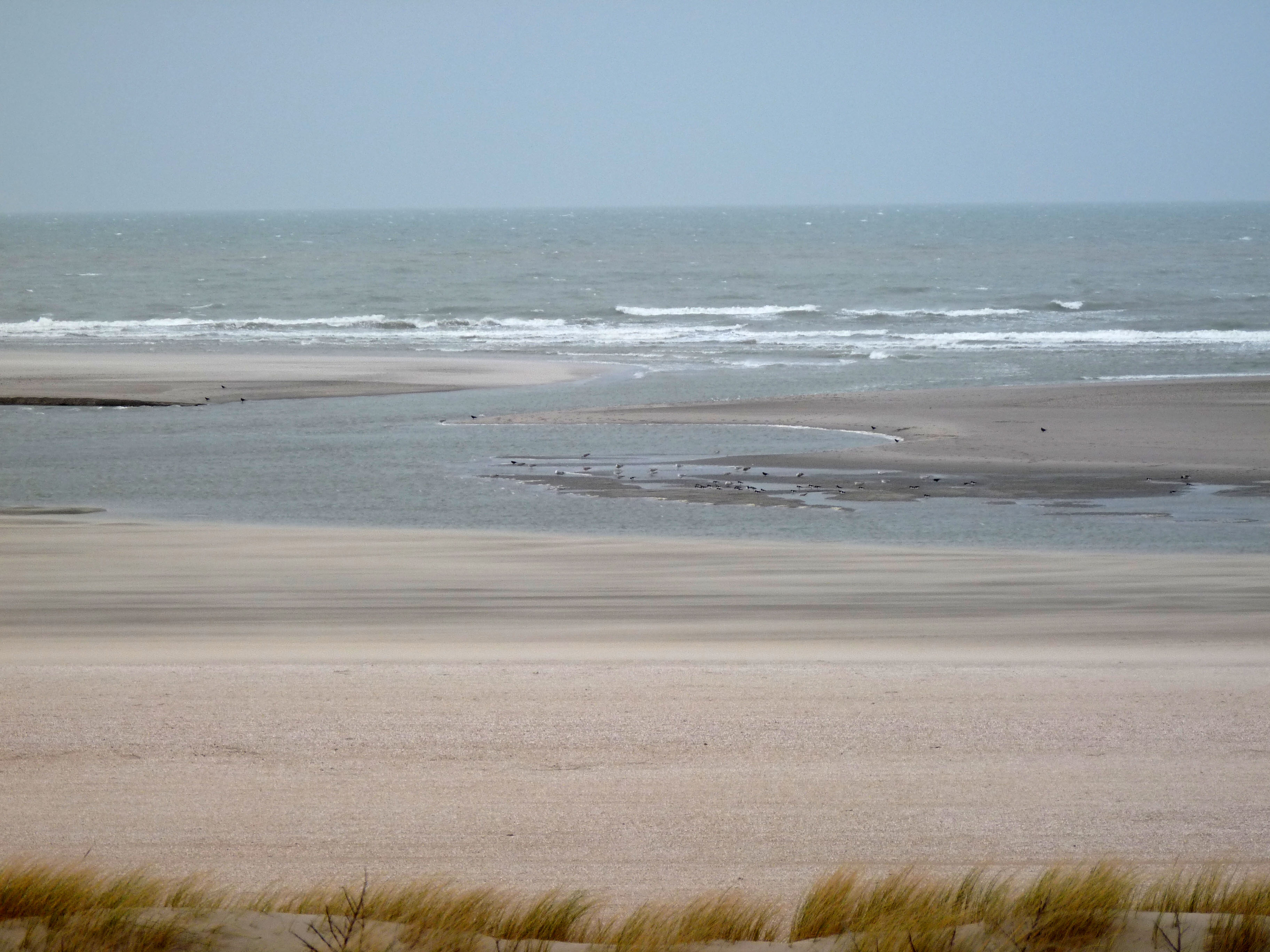
De nieuwe doorbraak in januari 2016 bij midtij, geul van 2016
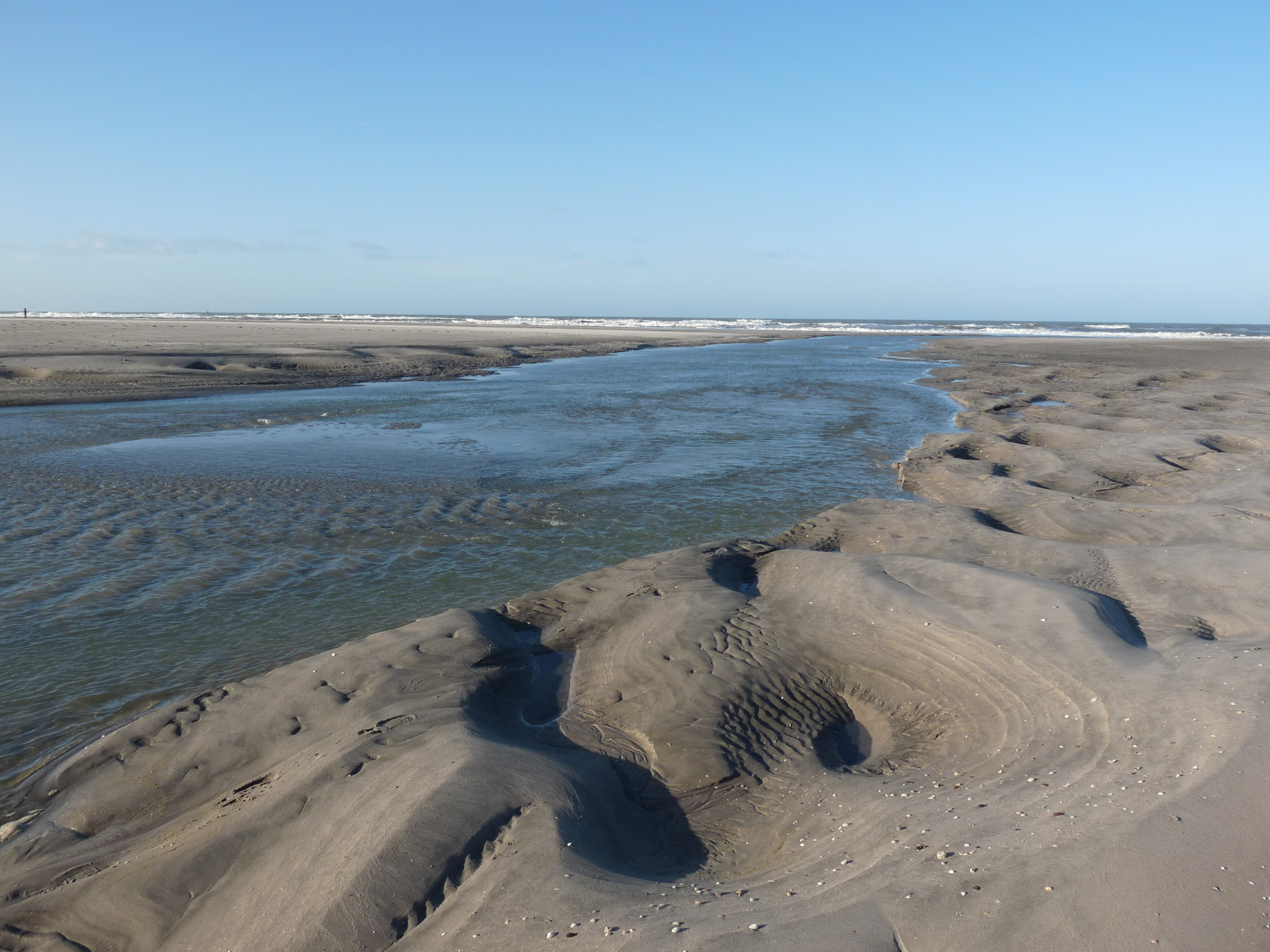
De nieuwe geul van 2016. De afbuiging naar het noorden bij de zee is al goed zichtbaar. De geulencyclus gaat zich herhalen.
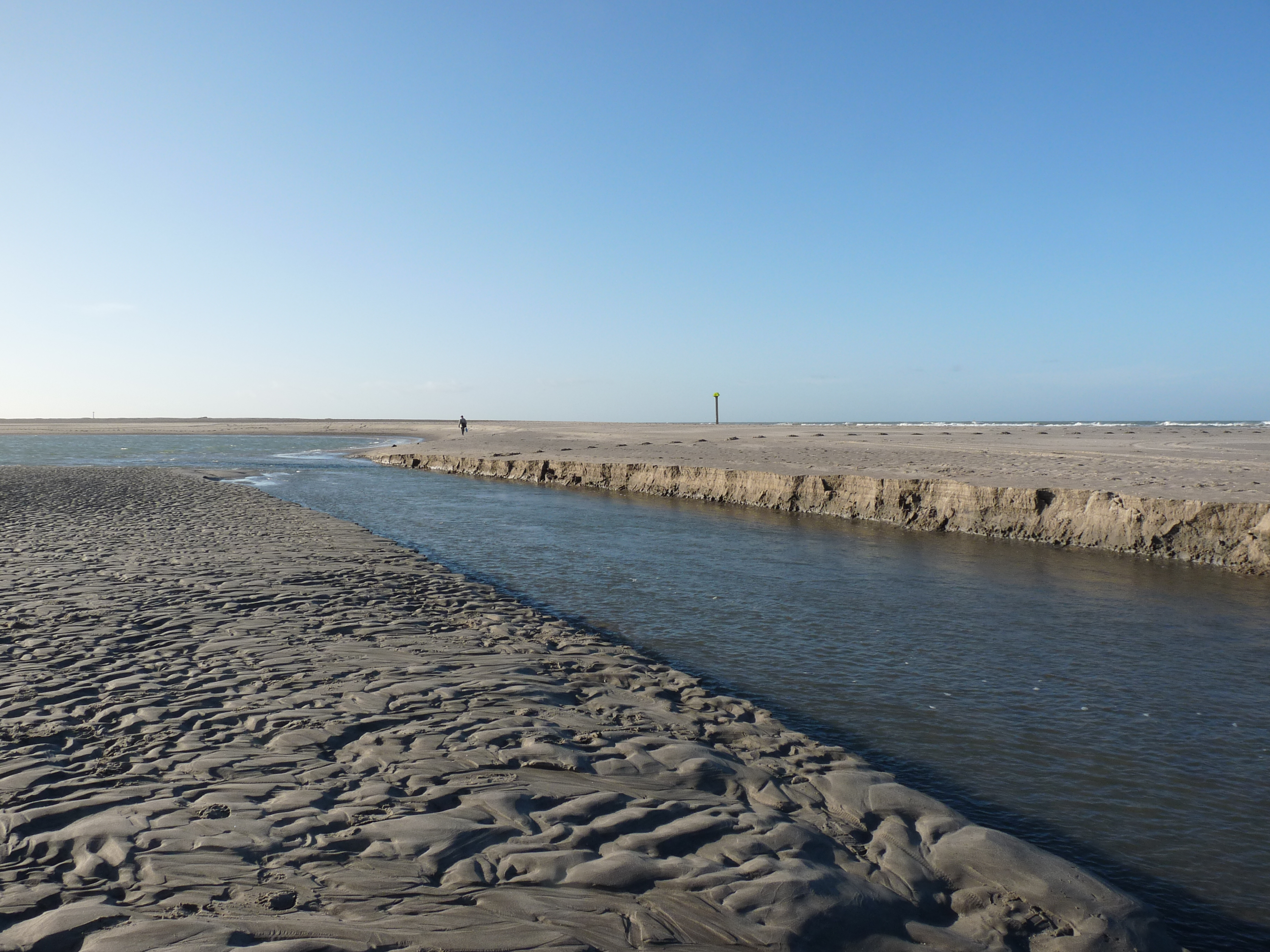
De snel stromende nieuwe geul van 2016 en de lagune
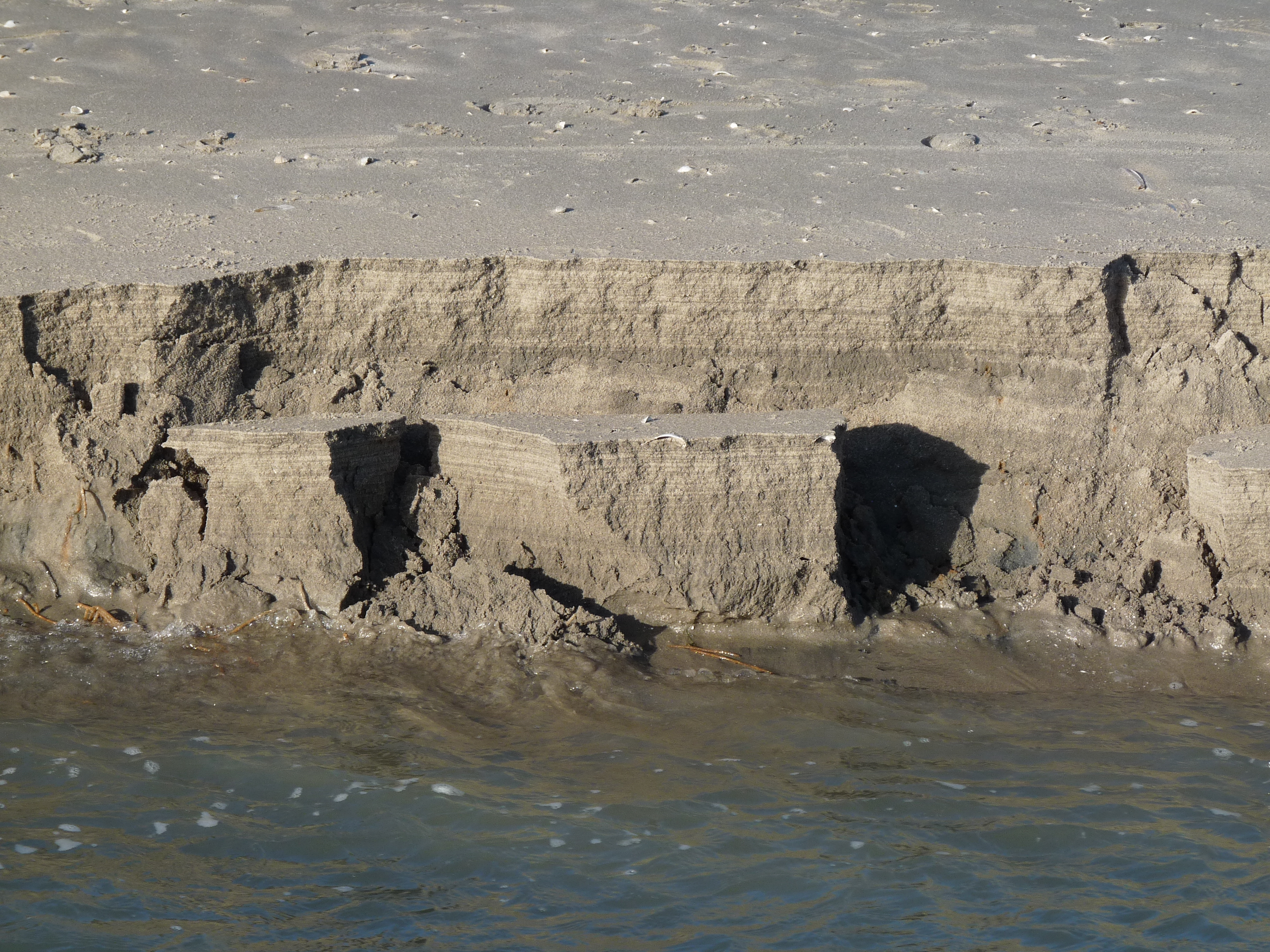
De sterke erosie bij de nieuwe geul van 2016
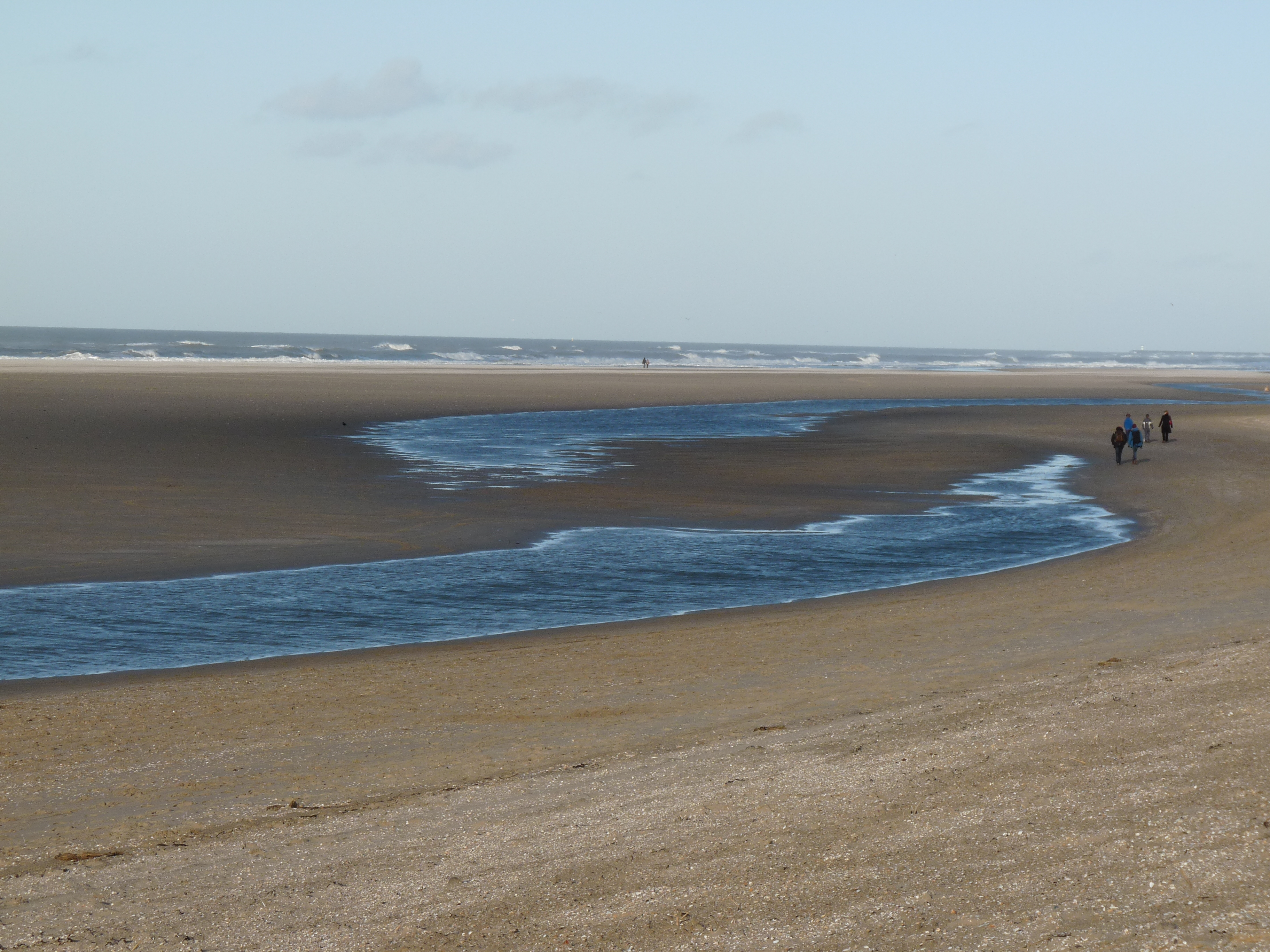
De oorspronkelijk rechte oude geul loopt sinds 2013 in een bocht. Bij eb splitst hij in twee delen. Op de voorgrond de afwatering naar de lagune.
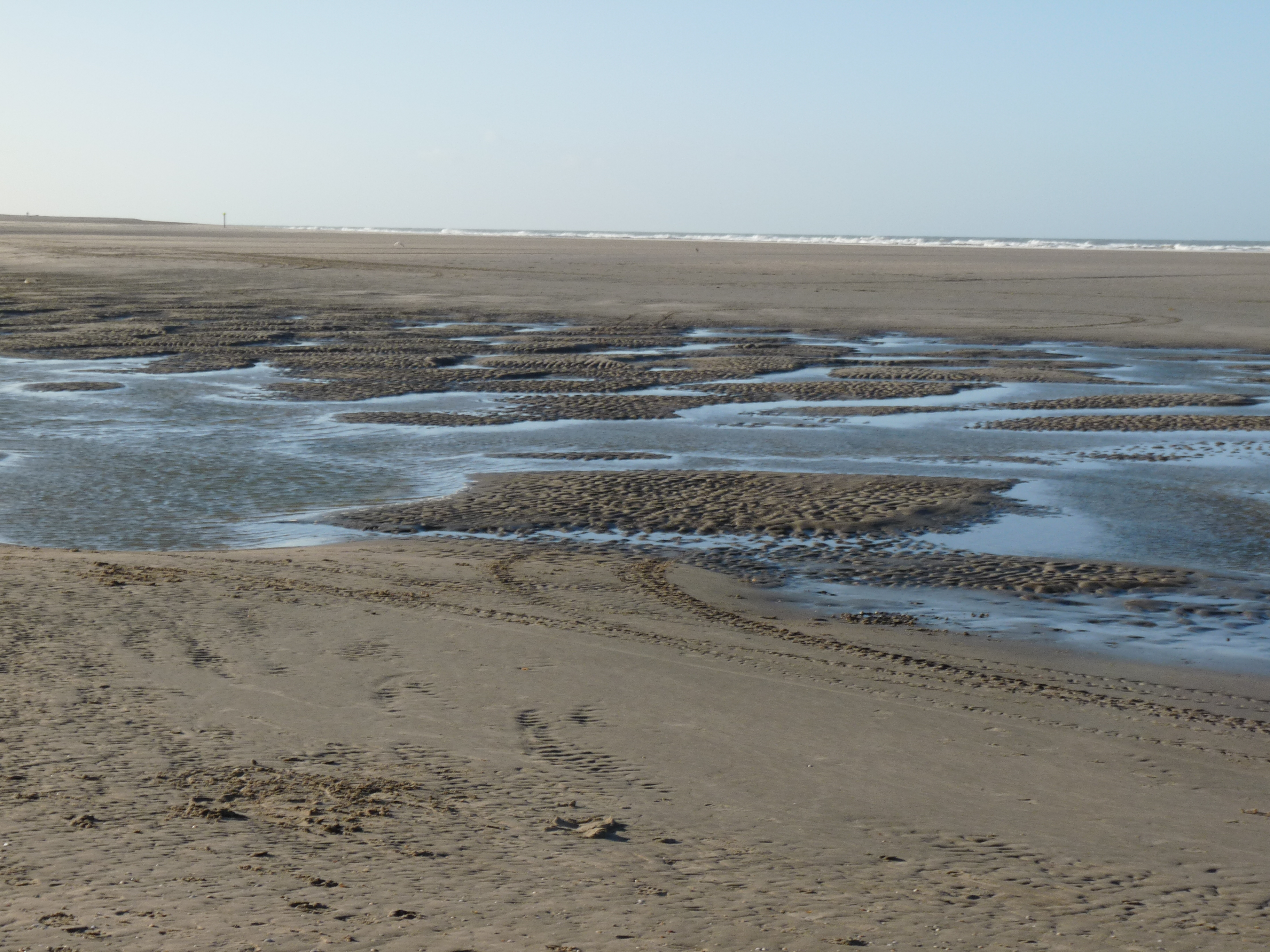
Door de daling van het waterpeil in de oude geul uit 2012 is de oversteekplaats nu goed zichtbaar. De stroomrichting is veranderd, maar de oude zandpatronen zijn gebleven.

### Het meer in 2016

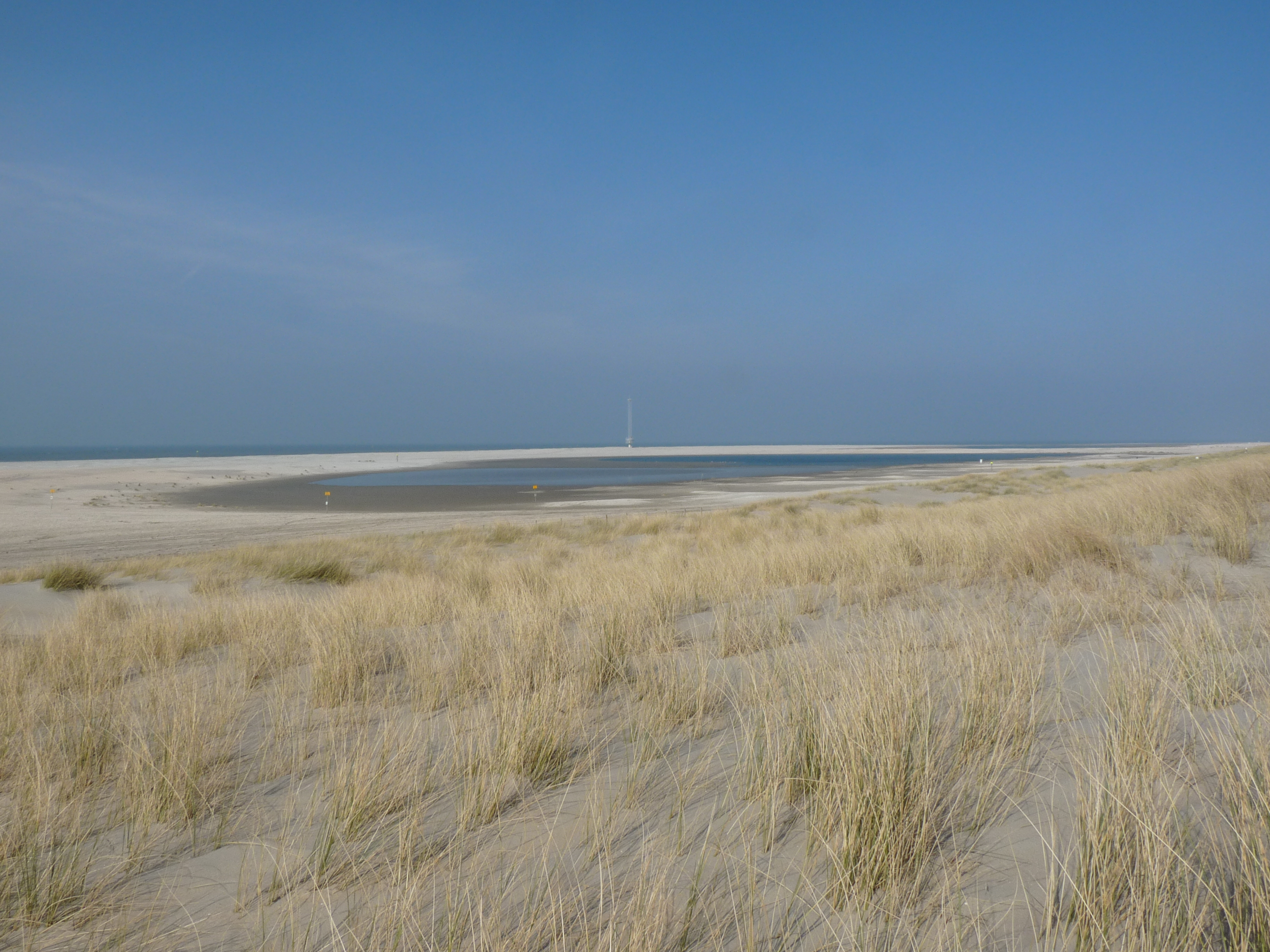
Het zuidelijke ondiepe deel van het meer

Het water in het meer is veel minder zout geworden. Aan de rand groeit nu helmgras met de wortels in het water. De oorspronkelijk aanwezige garnalen zijn verdwenen. Aan de zuidkant is door zandverstuiving een zeer ondiep gedeelte ontstaan dat alleen in verbinding staat met het meer als het waterniveau hoog is. In juni 2016 is deze plaats alleen nog herkenbaar als een donkere plek van `nat` zand. Het grondwater is zeer dicht bij de oppervlakte en door capillaire werking blijft de grond nat. De zandverstuiving zorgt ervoor dat het meer aan de zuidwest kant (heersende windrichting) steile naar het water oprukkende zandoevers heeft. (Zodra zandkorrels het water raken bezinken die). Sommige delen van het vroegere meer zijn stabiel (droog zand wordt er door de wind van het natte zand afgeblazen) en op andere delen komt er daarentegen juist zand bij (stuifzand blijft daar juist plakken op nat zand)

### Januari 2017

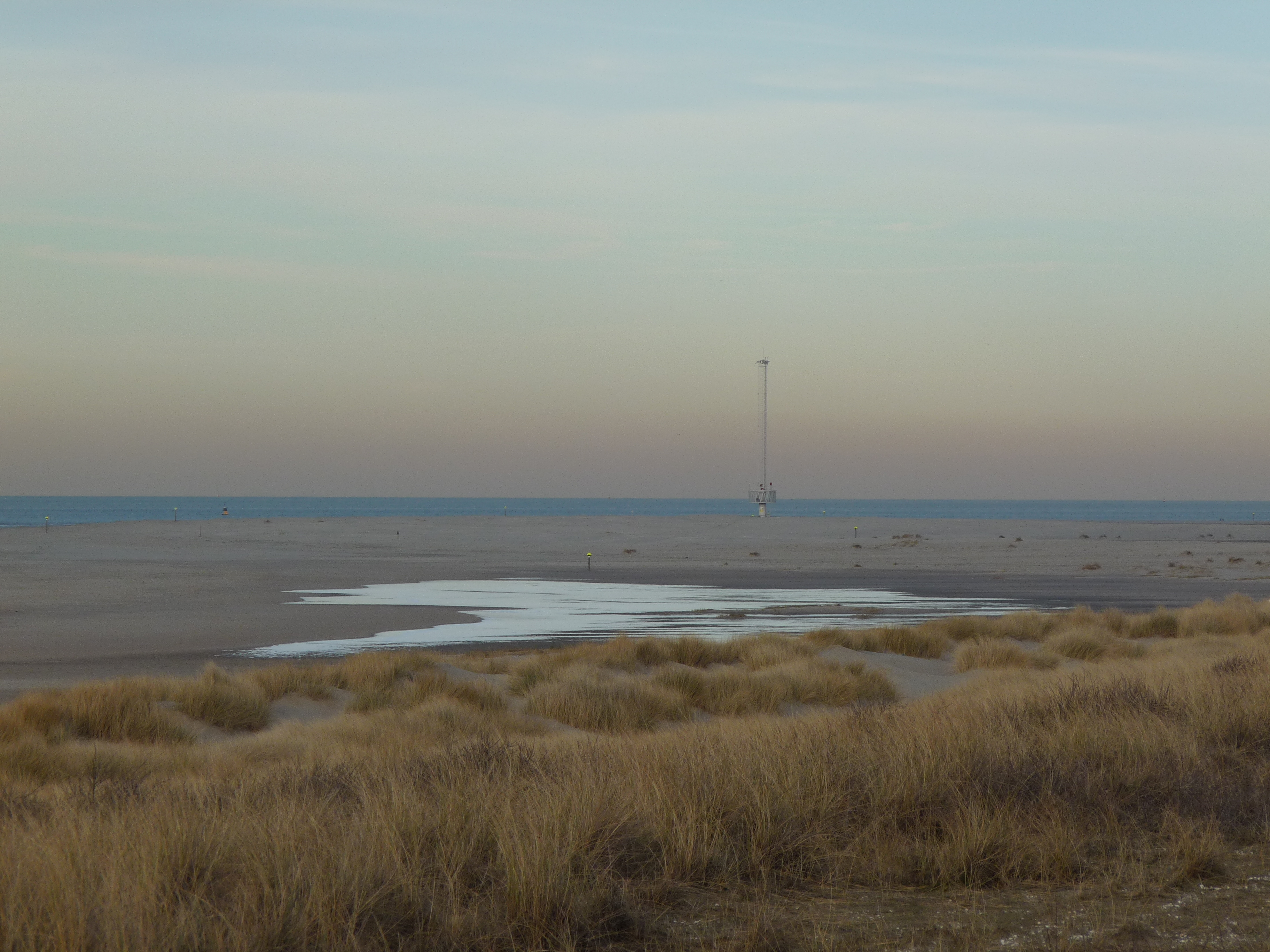
De getijdenpoel aan de zuidkant van de zandmotor

Aan de zuidkant van de zandmotor is door afzetting van zand aan de zeezijde een ondiepe getijdenpoel ontstaan die alleen bij zeer hoog water in contact staat met de zee.

### September 2017

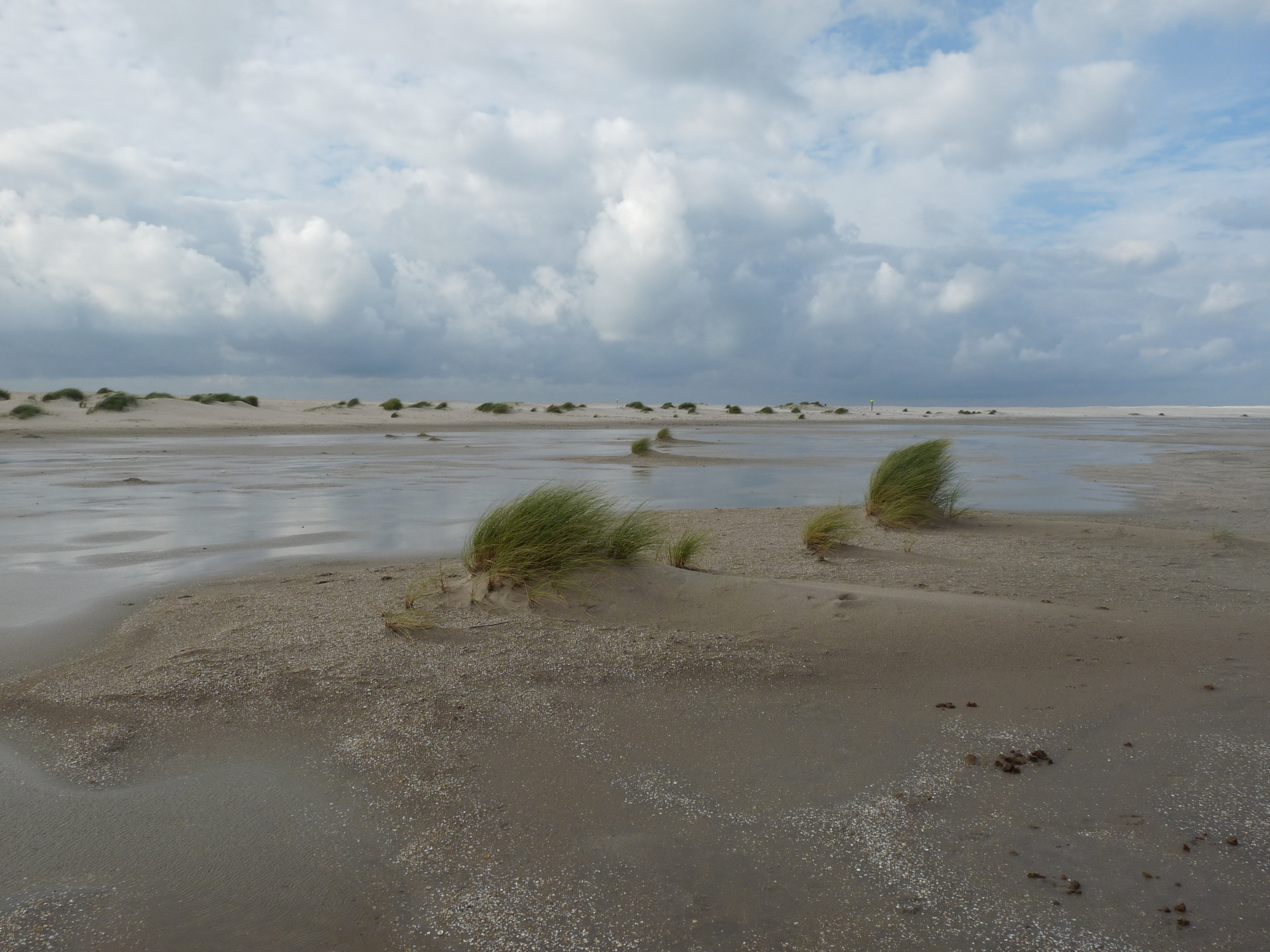
De ondergelopen zandvlakte in september 2017

Bij veel en langdurige neerslag stijgt het waterpeil in het gebied rond het duinmeer en welt grondwater uit de omringende duinen op in het meer en de zandvlakte ten zuiden ervan (het vroegere grote meer). Deze zandvlakte komt daardoor licht onder water te staan dat naar het duinmeer vloeit. Het meer treedt daardoor buiten zijn oevers.

### Januari 2018

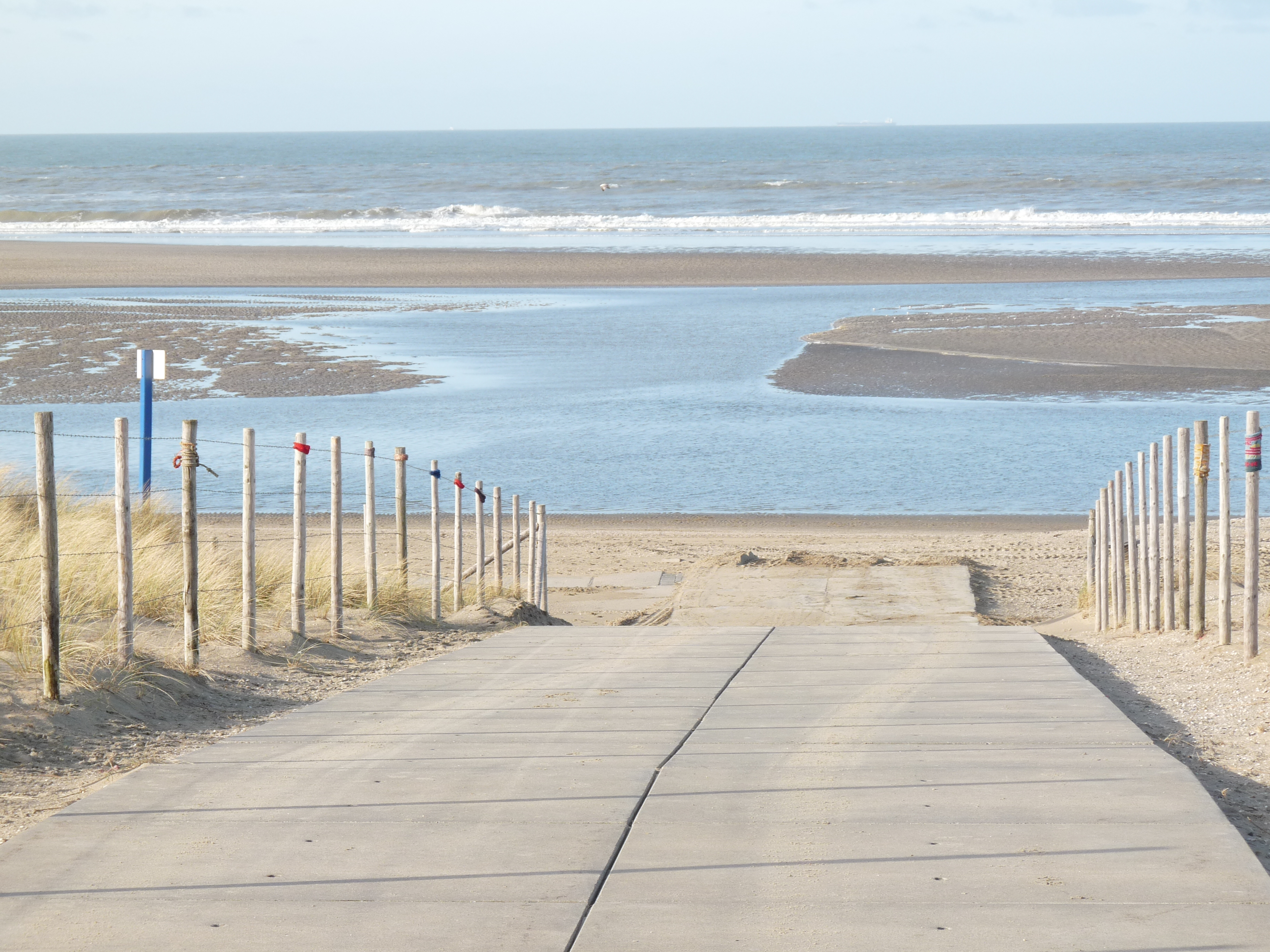
Nieuwe doorbraak naar zee na de storm van januari 2018

Op 18 januari 2018 was er een hevige westerstorm die veel zandverstuiving tot gevolg had. Het fietspad was volledig onder zand bedolven en is met graafmachines vrij gemaakt. De bestaande geul is door de zandverstuiving verdwenen en er is een nieuwe doorgang ontstaan ter hoogte van strandtoegang een.

### Zomer 2018
De afwateringsgeul is heel lang geworden en heeft zo weinig verval, dat deze geul door zandverstuiving is dichtgeslibd. Bij eb vloeit er geen water meer naar zee. In december 2018 is er weer een korte geul naar de zee ontstaan.

### 2021

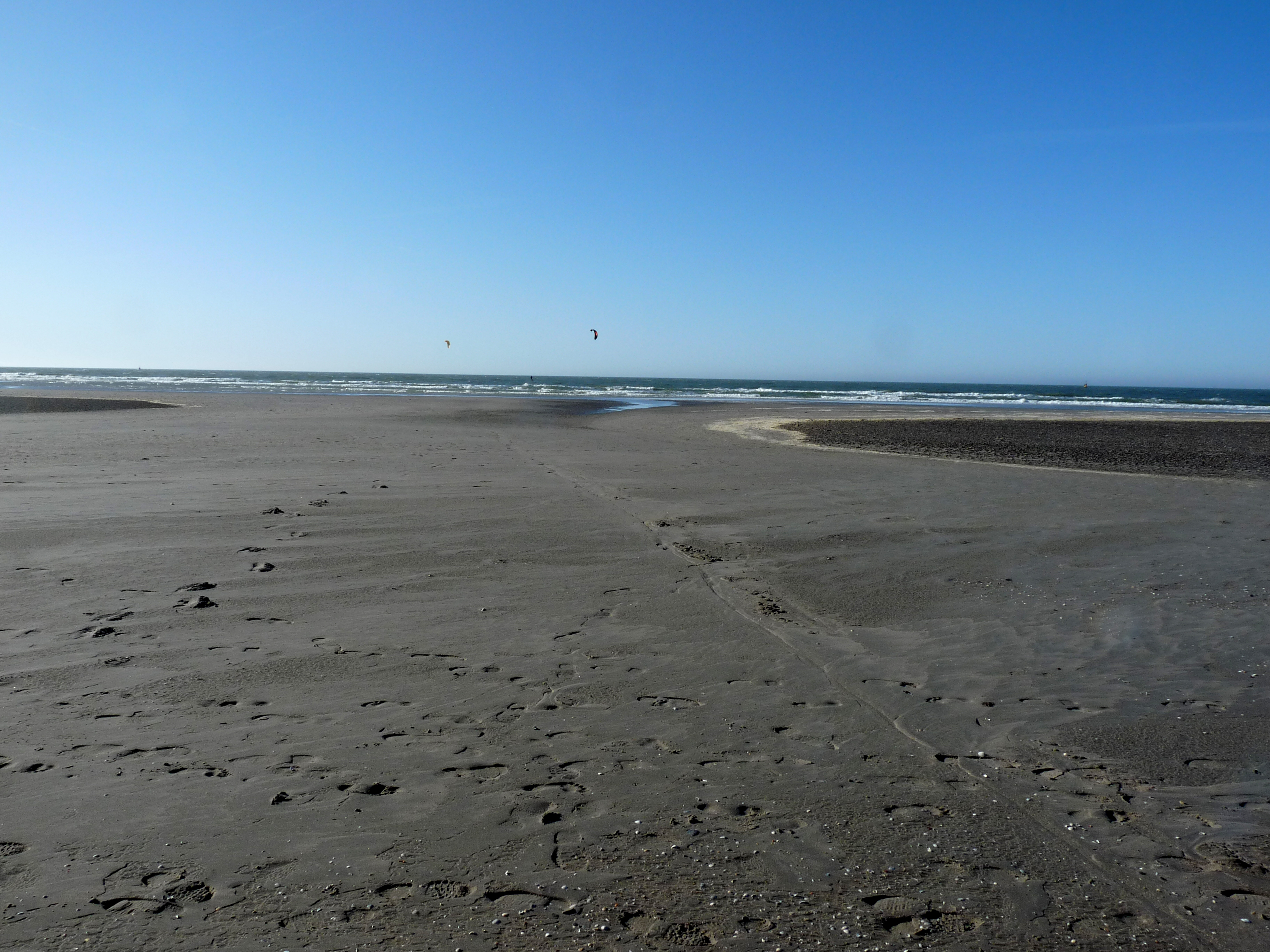
Route in 2021 van het zeewater naar de lagune bij springtij, van een geul is geen sprake meer.

Door de afvlakking van de zandbank voor de lagune en de zandverstuiving zijn er geen afwateringsgeulen meer vanuit de lagune naar de zee. Bij springtij stroomt er zeewater naar de lagune toe en blijft het waterniveau van de lagune hoog. 

### 2022
De lagune is door de waterniveau daling een zoutmeer geworden zonder binding met de zee. De zandverstuiving zorgde voor steile hellingen bij de meeste oevers. De droogte van de zomer van 2022 verlaagde het waterniveau verder. Mogelijk kan bij storm en hoogtij de zee het meer bereiken. 
Door de weinige neerslag is het kleine meer nog kleiner geworden en terug zout geworden door de infiltratie van zeewater.

### 2024
De lagune heeft weer een verbinding met de zee gekregen en kent getijden bij hoog water, waarbij een geul het water afvoert tijdens laag tij.

## Meetinstrumentarium
De ontwikkelingen rond de zandmotor worden geobserveerd met behulp van diepte- en hoogtemetingen vanaf waterscooters. Ook radar en stromingsboeien worden gebruikt om informatie vast te leggen. In oktober 2012 werd bovendien een veertig meter hoge mast midden op de zandbank geplaatst, de zogenaamde Argusmast, genoemd naar de reus Argus uit de Griekse mythologie. De daarop gemonteerde acht camera's zullen vijf jaar lang beelden verzamelen van de continue veranderingen die plaatsvinden door de zandmotor. Deze gegevens worden gebruikt voor studie naar de effectiviteit van deze vorm van kustverdediging. Ook in 2014 zijn op grote schaal metingen gedaan en is verder onderzoek verricht. De eerste tussentijdse evaluatie heeft in 2016 plaatsgevonden. De Argusmast bevindt zich op drie kwartier loopafstand van Kijkduin en herbergt een geocache.

## Strandvondsten
In het uit de Noordzee afkomstige opgebrachte zand worden artefacten uit de steentijd gevonden zoals vuurstenen krabbertjes en benen vishaken. Daarnaast zijn ook fossiele resten van grote landdieren zoals de wolharige neushoorn en de wolharige mammoet aangetroffen uit de laatste ijstijd. Deze sporen representeren de tijd dat de Noordzee droog stond door een veel lagere zeespiegel. Dergelijke vondsten zijn eerder gedaan na zandsuppleties aan de kust.
In 2016 vond een amateurarcheoloog op de Zandmotor een vuurstenen werktuig met daarop een teerachtige substantie. Onderzoek door het Rijksmuseum van Oudheden te Leiden toonde aan dat het een als lijm gebruikte substantie van berkenpek moet zijn geweest, gemaakt door neanderthalers. Radiokoolstofdatering van het materiaal wees op een ouderdom van 50.000 jaar.

## Navolging
Een vergelijkbaar project kwam in 2015 tot stand voor de Noord-Hollandse kust. Bij de Hondsbossche Zeewering werd vijfendertig miljoen kubieke meter zand opgespoten waardoor duinvorming zal optreden en de kustlijn beter beschermd is.
In 2019 legde het Nederlandse baggerbedrijf Van Oord een door Royal HaskoningDHV ontworpen zandmotor aan voor de kust van Norfolk in Groot-Brittannië. Een grote gasterminal en de dorpen Bacton en Walcott zullen daardoor beschermd zijn de tegen acuut dreigende kustafslag. Door verplaatsing van zo'n 1,8 miljoen kubieke meter zand uit zee ontstond daar een 'zachte' zeewering die een vijf kilometer lange kustlijn gedurende 20 jaar kan beschermen tegen erosie. Het Engelse project is in grootte ongeveer een tiende van de zandmotor bij Kijkduin.